# 多国籍企業

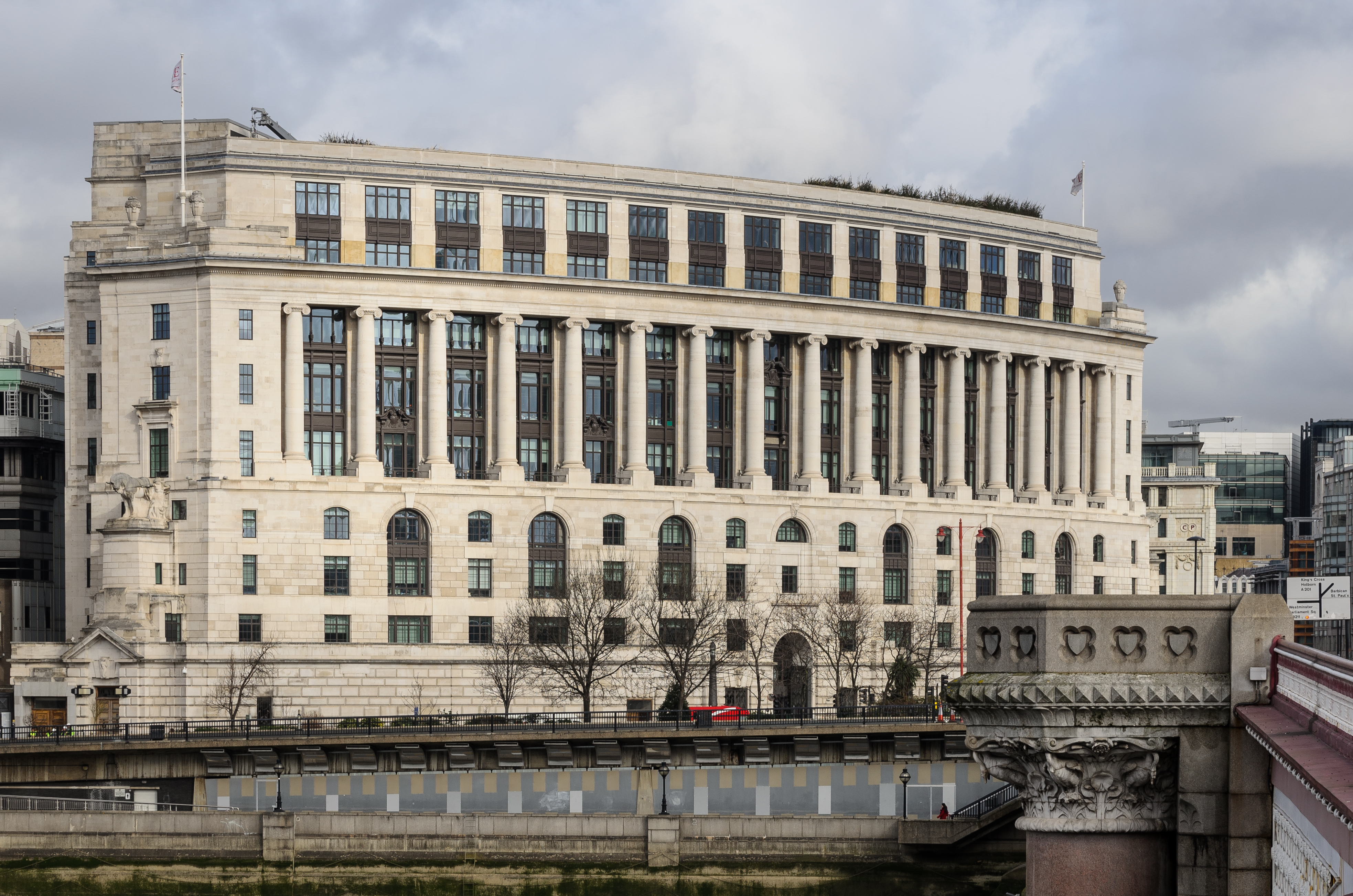
家庭用品企業ユニリーバの本社Unilever House（ロンドン）

多国籍企業（たこくせききぎょう、英語：Multinational Corporation、略称：MNC）とは、活動拠点を一つの国家だけに限らず複数の国にわたって世界的に活動している大規模な企業のことである。

## 定義
国際経済に対する独占力を表す概念であることから、規模にも着目し単純な空洞化と区別する。
- 国連の国際連合貿易開発会議(UNCTAD)の定義
  - 資産を2か国ないしそれ以上の国において統轄するすべての企業。
  - 2か国以上に拠点を有する企業。
- 元ハーバード大学のスティーブン・ハイマー（Stephen Hymer）の定義
  - 海外直接投資を行う企業。

上記の他、経済学者レイモンド・バーノンが唱えた製造業に限定したもの、親会社の出資比率25%を要求したりする定義もある。
実際に多国籍企業とされているものは、サービス業であったり、投信を利用し直接の出資比率を下げたりしている。
多国籍企業という言葉は、1960年にアメリカのD.リリエンソールが論文の中で初めて使用したとされる。

## 概要

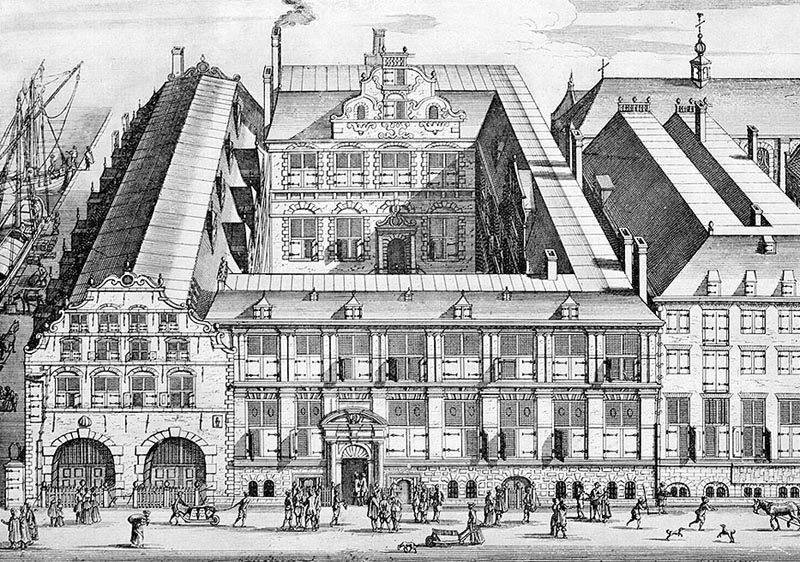
連合東インド会社のエッチング画(17世紀)

多国籍企業が国際問題となった明確な端緒というものは存在しない。多国籍企業に関する学術研究は、したがってイギリス東インド会社までさかのぼって行われることもあった。個別の多国籍企業史を時系列に整理して一冊に圧縮するような冒険も敢行された。しかし、多国籍企業が東インド会社の17世紀から延々と議論されてきたというわけではない。多国籍企業は、「国際関係が高度に緊密化した現代資本主義のもとにおける、巨大独占企業の一般的な存在形態」として問題視された。「国際関係が高度に緊密化した現代資本主義」とは何を指すのか、出典の著者は究明していない。この点を考える手がかりを示す。まず、(1)多国籍企業に関する研究文献の氾濫は1960年代後半以後に顕著である。また、(2)国連が多国籍企業を定義した意味の一つは、1974年12月に国連総会で採択された「諸国家の経済権利義務憲章」にある。そして同じころ、(3)イギリスの製薬産業の3/4がメルク・アンド・カンパニーやエフ・ホフマン・ラ・ロシュといった外資の支配下にあると指摘されている。(2)(3)は英米両国が同時に機関化された時代である。そして(1)はセカンダリー・バンキング商戦でシティの敗北がほぼ決定し、ユーロクリアが設立されてLIBORがロンドンに上陸した時期であった。そしてそのときこそ、機関投資家が分散化する国際金融市場の趨勢を決したのであった。「国際関係が高度に緊密化した現代資本主義」とは、実際において機関化経済である。機関投資家の資金が津波となって公社債や多国籍企業に押し寄せていた。そこが問題だったのである。日本ではロッキード事件が起こって贈賄が世論に叩かれたが、ロッキード社は在外生産活動が乏しく多国籍企業とはいい難いともいわれている。企業というよりも、兵器産業と贈賄活動が「多国籍」化していたのであって、そうした要らぬ金あまりが問題だったのである。機関投資家によって世界経済はトリクルダウン理論とは正反対の方向に突き進んでいた。そこにグローバルな独占性が存在した。この大衆貯蓄を人質にとったマネーゲームは、世界金融危機を経てなお継続している。学術団体については、1951年4月21日、日本商業学会が慶應義塾大学教授向井鹿松を初代会長として設立された。

## 著名な多国籍企業 - 産業分野別
公企業や地域に偏りのあるものも紹介している。4大会計事務所も有名。防衛ではブラックウォーターUSA。

### 電力
| 国家           | 企業                 | ロゴマーク | 本社 | 本社所在地                   | 上場                       | 備考 | ウェブサイト                                        |
| -------------- | -------------------- | ---------- | ---- | ---------------------------- | -------------------------- | --- | --------------------------------------------------- |
| アメリカ合衆国 | エクセロン           |            |      | アメリカ合衆国・シカゴ       | NASDAQ                     | アメリカ合衆国全土とカナダに事業を展開 スリーマイル島原子力発電所を含む11か所の原子力発電所を運営するアメリカ合衆国最大の電力会社             | www.exeloncorp.com（英語）                          |
| アメリカ合衆国 | ネクステラ・エナジー |            |      | アメリカ合衆国・ジュノビーチ | NYSE                       | 再生可能エネルギー産業でアメリカ合衆国最大手 スペイン、カナダにも拠点を置く                                                                   | www.nexteraenergy.com（英語）                       |
| アメリカ合衆国 | AESコーポレーション  |            |      | アメリカ合衆国・アーリントン | NYSE                       | 南米や中東など、世界15カ国以上に拠点を置いて電力を供給                                                                                        | www.aes.com（英語）                                 |
| アメリカ合衆国 | デューク・エナジー   |            |      | アメリカ合衆国・シャーロット | NYSE                       | アメリカ合衆国有数の電力会社 事業の殆どがアメリカ東海岸から中西部に集中しているがカナダとプエルトリコでも事業を展開                           | www.duke-energy.com/home（英語）                    |
| ブラジル       | ブラジル電力         |            |      | ブラジル・ブラジリア         | BM&F Bovespa・NYSE・BMAD   | ブラジル最大の電力会社 ラテンアメリカ及びアフリカでも積極的に事業を展開                                                                       | eletrobras.com/pt/Paginas/Home.aspx（ポルトガル語） |
| イタリア       | エネル               |            |      | イタリア・ローマ             | BIT                        | 2019年時点、株式時価総額では欧州最大の電力企業 欧州やアメリカ合衆国、南米を中心に事業展開                                                     | www.enel.com（イタリア語）                          |
| イタリア       | テルナ               |            |      | イタリア・ローマ             | BIT                        | 発送電分離によりエネルから分立し、イタリア全域の送電・配電を担う 買収を通じ、アドリア海を挟んでバルカン半島やウルグアイ、チリなどに進出       | www.terna.it/en（イタリア語）                       |
| ドイツ         | E.ON                 |            |      | ドイツ・エッセン             | FXB・NYSE・LSE             | フランクフルト証券取引所・ドイツ株価指数30銘柄の一つ 子会社がスウェーデンやイギリスで事業展開                                                 | www.eon.com（英語）                                 |
| ドイツ         | ウニパー             |            |      | ドイツ・デュッセルドルフ     | FXB                        | エーオンから化石燃料・水力発電事業を分社化して設立された スウェーデンでオスカーシャム原子力発電所を運営                                       | www.uniper.energy（英語）                           |
| ドイツ         | RWE                  |            |      | ドイツ・エッセン             | FXB                        | フランクフルト証券取引所・ドイツ株価指数30銘柄の一つ ドイツ第二位の電力会社                                                                   | www.group.rwe/en（英語）                            |
| ドイツ         | EnBW                 |            |      | ドイツ・カールスルーエ       | FXB                        | ドイツを代表する再生可能エネルギー企業で水力発電・風力発電・太陽光発電・地熱発電事業に着手 子会社を通じてデンマークやトルコに事業展開         | www.group.rwe/en（英語）                            |
| フランス       | フランス電力         |            |      | フランス・パリ               | ユーロネクスト・パリ       | 2018年時点で電力会社の収益としては中国の国家電網、イタリアのエネルに次ぐ世界第三位                                                            | www.edf.fr（フランス語）                            |
| フランス       | エンジー             |            |      | フランス・パリ               | ユーロネクスト・パリ       | フランス、ベルギーなど70カ国以上に拠点を所有 2019年時点、株式時価総額では欧州で第5位の電力会社                                                | www.engie.com（フランス語）                         |
| イギリス       | ナショナル・グリッド |            |      | イギリス・ロンドン           | LSE・NYSE                  | イギリスで発電・配電・ガス事業を、アメリカ北東部で配電事業を展開 株式時価総額では2019年時点でイギリス最大の電力会社                           | www.nationalgrid.com（英語）                        |
| イギリス       | セントリカ           |            |      | イギリス・ロンドン           | LSE                        | イギリスで最大のガス・電力会社 北米やノルウェーにも展開                                                                                       | www.nationalgrid.com（英語）                        |
| スペイン       | エンデサ             |            |      | スペイン・マドリード         | BMAD                       | スペイン最大の電力会社で、イタリアやフランス、ポルトガルやモロッコおよに南米などでも事業を展開 イタリアのエネルが当社株式の70％を保有している | www.endesa.com/en（英語）                           |
| スペイン       | イベルドローラ       |            |      | スペイン・ビルバオ           | BMAD                       | スペイン第二位の電力会社かつ風力発電のグローバルリーダー                                                                                      | www.iberdrola.com（スペイン語）                     |
| スペイン       | ナトゥルジー         |            |      | スペイン・バルセロナ         | BMAD                       | スペインおよびラテンアメリカなどで事業展開 | www.naturgy.com/inicio（スペイン語）                |
| ポルトガル     | EDP                  |            |      | ポルトガル・リスボン         | ユーロネクスト・リスボン   | スペインやブラジルなど世界14カ国に事業拠点を有する                                                                                            | www.edp.com/pt-pt（ポルトガル語）                   |
| デンマーク     | オーステッド         |            |      | デンマーク・フレゼリシア     | ナスダック・コペンハーゲン | 洋上風力発電で世界最大手 日本を含む十ヵ国以上に拠点を設置する                                                                                 | orsted.com/en（英語）                               |
| スウェーデン   | バッテンフォール     |            |      | スウェーデン・ストックホルム |                            | フィンランド・デンマーク・ドイツ・ポーランド・オランダなど、北欧と中欧を拠点とする                                                            | group.vattenfall.com（英語）                        |
| フィンランド   | フォータム           |            |      | フィンランド・エスポー       | ナスダック・ヘルシンキ     | バルト三国・北欧・ポーランド・ロシアなど12カ国に拠点を持つ ユニパーの株式の7割を保有                                                          | www.fortum.com（英語）                              |
| オーストリア   | フェアブント         |            |      | オーストリア・ウィーン       | WBAG                       | 欧州で第11位の電力会社ドイツ・バイエルン州やルーマニアなど中欧で事業展開                                                                      | www.verbund.com（ドイツ語）                         |
| ロシア         | モスエネルゴ         |            |      | ロシア・モスクワ             | MCX・LSE                   | モスクワ州で大半の事業を展開しロンドンにも拠点を置くロシア最大の電力会社 ガスプロム子会社                                                     | mosenergo.gazprom.com（ロシア語）                   |
| 中国           | 国家電網             |            |      | 中華人民共和国・北京         |                            | 2020年のフォーチュン・グローバル500では第3位 南欧やブラジル、オーストラリアなどに拠点を置く                                                   | www.sgcc.com.cn/ywlm/index.shtml（英語）            |
| 日本           | 東京電力             |            |      | 日本・東京都                 | TSE                        | 大半の事業が日本の関東地方に留まるが、ワシントンDC、ロンドン、および北京に海外拠点を設置 東南アジアやアフリカで事業を展開                     | www.tepco.co.jp/index-j.html（日本語）              |
| 日本           | 関西電力             |            |      | 日本・大阪市                 | TSE                        | 近畿地方とその周辺に大半の事業が集中 パリ、バンコク、ニューヨーク、アムステルダム、ジャカルタに海外拠点を有する                               | www.kepco.co.jp（日本語）                           |

### コンツェルン（多業種）
フランス
- ヴィヴェンディ
- ラガルデール

スイス
- グレンコア

イタリア
- レオナルド S.p.A

ベルギー
- ソフィナ

スリランカ
- エイトケン・スペンス（Aitken Spence）

香港
- ハチソン・ワンポア
- 招商局集団

アメリカ合衆国
- バークシャー・ハサウェイ

スペイン
- アクシオナ

オーストリア
- アンドリッツ（Andritz AG）

ロシア
- オリガルヒの一部

### 銀行・証券・保険・ファンド・金融
国際銀行間通信協会ならびに国際決済機関のクリアストリームとユーロクリアも企業体である。ファンド・オブ・ファンズがミューチュアル・ファンドとヘッジファンドをトラスト化している。プライベート・エクイティ・ファンドは凡そ以下の企業体に属する。
アメリカ合衆国
- シティグループ
- バンク・オブ・アメリカ
- JPモルガン・チェース
- ゴールドマン・サックス
- モルガン・スタンレー
- メリルリンチ
- アメリカン・エキスプレス
- VISA・マスターカード
- リップルウッド
- メットライフ
- AIG（AIAグループのルーツ）
- アメリカンファミリー生命保険会社
- プルデンシャル・ファイナンシャル
- ブラックロック
- フィデリティ・インベストメンツ

カナダ
- カナダ五大銀行（複数行）

イギリス
- スタンダードチャータード銀行
- プルーデンシャル（PCA、英国）
- HSBCホールディングス（旧香港上海銀行）
- バークレイズ
- シュローダー
- オールド・ミューチュアル
- リーガル&ジェネラル
- アビバ
- スタンダード・ライフ・アバディーン

フランス
- クレディ・アグリコル
- ソシエテ・ジェネラル
- BNPパリバ
- ラザード
- アクサ
- ナティクシス
- スコール

スイス
- UBS
- クレディ・スイス
- チューリッヒ保険
- スイス・リー
- エース・リミテッド

ドイツ
- ドイツ銀行
- コメルツ銀行
- アリアンツ
- ミュンヘン再保険
- ハノーバー再保険

イタリア
- ウニクレディト
- インテーザ・サンパオロ
- ゼネラリ保険

スペイン
- サンタンデール銀行
- ビルバオ・ビスカヤ・アルヘンタリア銀行

オランダ
- ABNアムロ
- エイゴン
- ING

オーストリア
- ライファイゼン（Raiffeisen Zentralbank）
- エルステ・グループ

ロシア
- VTB

日本
- 三菱UFJフィナンシャル・グループ
- みずほフィナンシャルグループ
- 三井住友フィナンシャルグループ
- りそなホールディングス
- 三井住友トラスト・ホールディングス
- 野村ホールディングス
- 大和証券グループ本社
- 日本生命保険
- 第一生命保険
- 明治安田生命保険
- 東京海上ホールディングス
- MS&ADホールディングス
- SOMPOホールディングス
- アドバンテッジパートナーズ
- オリックス

中国
- 中国農業銀行
- 中国平安保険

香港
- CITICパシフィック

シンガポール
- シンガポール政府投資公社
- GLP

タイ
- サイアム商業銀行

### 航空機・武器・軍事製品の製造
アメリカ合衆国
- ボーイング
- ロッキード・マーチン
- ノースロップ・グラマン
- ジェネラル・ダイナミクス
- レイセオン
- L-3 コミュニケーションズ

カナダ
- ボンバルディア・エアロスペース

ブラジル
- エンブラエル

イギリス
- BAEシステムズ

フランス
- エアバス
- タレス・グループ
- Safran（サフラン）
- ダッソー

イタリア
- レオナルド S.p.A

スウェーデン
- SAAB

### 自動車の製造
アメリカ合衆国
- ゼネラルモーターズ
- フォード・モーター
- クライスラー
- テスラ・モーターズ
- パッカー
- ハーレーダビッドソン  (オートバイ)

フランス
- グループPSA
- ルノー

イタリア
- フィアット
- アルファロメオ
- マセラティ
- フェラーリ
- ランボルギーニ

ドイツ
- フォルクスワーゲン
- BMW
- ダイムラー
- オペル
- アウディ
- ポルシェ

スペイン
- セアト

チェコ
- シュコダ

ロシア
- アフトヴァース

スウェーデン
- ボルボ・カーズ

日本
- トヨタ自動車 
  - ダイハツ
  - 日野自動車
- 日産自動車
- 本田技研工業
- スズキ
- マツダ
- 三菱自動車工業
- SUBARU
- いすゞ自動車
- 三菱ふそうトラック・バス

韓国
- 現代自動車
- 起亜自動車
- 双竜自動車

中国
- 東風汽車
- 吉利汽車
- 北京汽車
- 長安汽車
- 奇瑞汽車
- 第一汽車
- 長城汽車

マレーシア
- プロトン

インド
- タタ・モーターズ

イラン
- サーイパー

### 自動車部品の製造
| 国家           | 企業                       | ロゴマーク | 本社 | 本社所在地                       | 上場                   | 備考 | ウェブサイト                                        |
| -------------- | -------------------------- | ---------- | ---- | -------------------------------- | ---------------------- | --- | --------------------------------------------------- |
| アメリカ合衆国 | グッドイヤー               |            |      | アメリカ合衆国・アクロン         | NASDAQ                 | 2021年時点で第4位の世界的タイヤメーカーで、ダンロップやクーパー・タイヤ・アンド・ラバーを傘下に収める 1999年まではダウ平均株価の構成銘柄だった                                                         | www.goodyear.com（英語）                            |
| アメリカ合衆国 | カミンズ                   |            |      | アメリカ合衆国・コロンバス       | NYSE                   | ディーゼルエンジンを主力とする国際的なエンジンメーカーで、また発電機の製造や販売、アフターサービスなども手掛ける S&P 500の構成銘柄                                                                     | www.cummins.com（英語）                             |
| アメリカ合衆国 | アプティブ                 |            |      | アメリカ合衆国・トロイ           | NYSE                   | ダブリンにも拠点機能を置き アイルランドの企業とされることもあるアメリカ有数の自動車部品メーカー S&P 500の構成銘柄                                                                                      | www.aptiv.com（英語）                               |
| アメリカ合衆国 | リア・コーポレーション     |            |      | アメリカ合衆国・サウスフィールド | NYSE                   | アメリカ有数の自動車部品メーカーで、特にシート生産で有力。フォードやゼネラルモーターズ、BMWを顧客とする                                                                                                | www.lear.com（英語）                                |
| アメリカ合衆国 | テネコ                     |            |      | アメリカ合衆国・レイクフォレスト | NYSE                   | 日本を含む世界各国に現地法人を設立するアメリカ有数の自動車部品メーカー ラッセル2000の構成銘柄 | www.tenneco.com（英語）                             |
| アメリカ合衆国 | ボルグワーナー             |            |      | アメリカ合衆国・オーバーンヒルズ | NYSE                   | トランスミッションなど自動車部品を製造する大手企業の一つで、20カ国以上で事業を展開 S&P 500の構成銘柄                                                                                                   | www.borgwarner.com/home（英語）                     |
| カナダ         | マグナ・インターナショナル |            |      | カナダ・オーロラ                 | NYSE・TSX              | 独ロバート・ボッシュ、独コンチネンタル、日デンソーに次ぐ世界第4位の自動車部品メーカー S&P トロント60指数の構成銘柄                                                                                     | www.magna.com（英語）                               |
| フランス       | ミシュラン                 |            |      | フランス・クレルモン＝フェラン   | ユーロネクスト・パリ   | 世界最大のタイヤメーカーの一つで、フランスの車会社であるプジョーやルノーやシトロエンほか、独アウディなど世界各国の車会社に販売・採用されている CAC 40およびストックス欧州600指数の構成銘柄             | www.michelin.com（フランス語）                      |
| フランス       | フォルシア                 |            |      | フランス・ナンテール             | ユーロネクスト・パリ   | 世界30カ国以上で事業を展開する自動車部品メーカーで、フォルクスワーゲンやフォードを顧客とし、日本発条などと資本関係がある CAC Next 20およびストックス欧州600指数の構成銘柄                              | www.faurecia.com（フランス語）                      |
| フランス       | ヴァレオ                   |            |      | フランス・パリ                   | ユーロネクスト・パリ   | 自動車空調などを製造する世界的な自動車部品メーカーで、クライスラーをはじめ世界中の自動車会社に部品を提供する CAC Next 20およびストックス欧州600指数の構成銘柄                                          | www.valeo.com/fr/（フランス語）                     |
| ドイツ         | コンチネンタル             |            |      | ドイツ・ハノーファー             | FWB                    | ロバート・ボッシュに次ぐ世界第2位の総合自動車部品メーカーで、同時にタイヤ製造においては2021年時点で仏ミシュラン、日ブリヂストンに次ぐ第3位 ドイツ株価指数およびストックス欧州600指数の構成銘柄         | www.continental.com/de/（ドイツ語）                 |
| ドイツ         | ZFフリードリヒスハーフェン |            |      | ドイツ・フリードリヒスハーフェン |                        | 2019年時点で世界第5位、ドイツではロバート・ボッシュとコンチネンタルに次ぐ第3位の自動車部品メーカー 米WABCOやTRWなどを買収                                                                              | www.zf.com/mobile/de/homepage.html（ドイツ語）      |
| ドイツ         | マーレ                     |            |      | ドイツ・シュトゥットガルト       |                        | 自動車エンジン用ピストンで世界シェア1位の自動車部品メーカーで、欧州のほか北米やアジア、南米にも進出する                                                                                                | www.mahle.com/de/（ドイツ語）                       |
| イタリア       | ピレリ                     |            |      | イタリア・ミラノ                 | BIT                    | 2021年時点で第7位の世界的タイヤメーカーで、ランボルギーニなどに販売・採用されている FTSE MIB指数の構成銘柄                                                                                             | www.pirelli.com/global/it-it/homepage（イタリア語） |
| スペイン       | ゲシュタンプ               |            |      | スペイン・マドリード             | BMAD                   | ホットスタンピングによるプレス部品に強みを持つ自動車部品メーカーで世界20カ国以上に展開する 日本にも進出し三重県松阪市に工場を所有                                                                      | www.gestamp.com/es/home（スペイン語）               |
| フィンランド   | ノキアンタイヤ             |            |      | フィンランド・ノキア             | ナスダック・ヘルシンキ | 寒冷地や森林地帯での走行に耐えるタイヤ製造に強みを持つ欧州有数のタイヤメーカー OMXヘルシンキ25およびストックス欧州600指数の構成銘柄                                                                    | www.nokiantyres.com（英語）                         |
| 日本           | ブリヂストン               |            |      | 日本・東京都                     | TSE                    | 仏ミシュランなどと並ぶ世界最大のタイヤメーカーで車会社を相手に世界的に事業を展開するほか、自転車やその他ゴム製品も販売する 日経平均株価およびTOPIX Large70の構成銘柄                                   | www.bridgestone.co.jp（日本語）                     |
| 日本           | 住友ゴム                   |            |      | 日本・神戸市                     | TSE                    | 住友グループに属するタイヤメーカーで、かつスポーツ用ゴム製品の製造もすることから一種の化学メーカーでもある タイヤの売上は仏ミシュラン、日ブリヂストン、米グッドイヤー、独コンチネンタルに次ぐ世界第5位 | www.srigroup.co.jp（日本語）                        |
| 日本           | 横浜ゴム                   |            |      | 日本・東京都                     | TSE                    | 世界トップ10、国内では第3位のタイヤメーカーで北米や欧州、東南アジアで現地法人を設立する 日経平均株価の構成銘柄                                                                                         | www.y-yokohama.com（日本語）                        |
| 日本           | デンソー                   |            |      | 日本・刈谷市                     | TSE                    | トヨタグループに属する日本最大手、世界でも第4位の総合自動車部品メーカー TOPIX Large70の構成銘柄 | www.denso.com/jp/ja/（日本語）                      |
| 日本           | アイシン                   |            |      | 日本・刈谷市                     | TSE                    | トヨタグループに属する日本第2位の総合自動車部品メーカー アイシン精機とアイシン・エィ・ダブリュが経営統合して成立                                                                                       | www.aisin.com/jp/（日本語）                         |
| 日本           | 矢崎総業                   |            |      | 日本・東京都                     | TSE                    | 電気機器メーカーに分類され、一方でワイヤーハーネスやスピードメーター、タクシーメーターなど自動車部品の製造を主力とする 日経平均株価およびTOPIX Large70の構成銘柄                                       | www.yazaki-group.com（日本語）                      |
| 日本           | ジェイテクト               |            |      | 日本・刈谷市                     | TSE                    | トヨタグループに属する自動車部品メーカーで北米などに進出し、ベアリング製造においては世界的大手 日経平均株価の構成銘柄                                                                                  | www.jtekt.co.jp（日本語）                           |
| 韓国           | ハンコック                 |            |      | 韓国・ソウル                     | KRX                    | 2021年時点で第6位の世界的タイヤメーカーで、メルセデス・ベンツやBMW、フォルクスワーゲン、フォードなどで採用されている 韓国総合株価指数の構成銘柄                                                        | www.hankooktire.com/kr/（朝鮮語）                   |

### 電気光学製品の製造
| 国家           | 企業                                 | ロゴマーク | 本社 | 本社所在地                         | 上場                           | 備考 | ウェブサイト                                            |
| -------------- | ------------------------------------ | ---------- | ---- | ---------------------------------- | ------------------------------ | --- | ------------------------------------------------------- |
| アメリカ合衆国 | ゼネラル・エレクトリック             |            |      | アメリカ合衆国・フェアフィールド   | NYSE                           | アメリカ合衆国最大の総合電機メーカー 現在では電気光学機器のほか、航空機や金融事業、鉱山開発、バイオテクノロジーなども手掛けるコングロマリット                                                     | www.ge.com（英語）                                      |
| アメリカ合衆国 | エマソン・エレクトリック             |            |      | アメリカ合衆国・セントルイス       | NYSE                           | 電子機器や家電などを製造するコングロマリット 日本を含む150カ国で事業を展開 | www.emerson.com/en-us/（英語）                          |
| アメリカ合衆国 | ワールプール・コーポレーション       |            |      | アメリカ合衆国・ベントンハーバー   | NYSE                           | アメリカ合衆国有数の白物家電メーカー 買収を通じてイタリアや中国、ブラジル、メキシコなどでも事業を展開 イタリアの大手家電メーカー・インデシットの株式の6割を所有                                   | www.whirlpoolcorp.com（英語）                           |
| アメリカ合衆国 | フリッジデール                       |            |      | アメリカ合衆国・シャーロット       | NYSE                           | アメリカ合衆国有数の家電メーカーで冷蔵庫やエアコンを製造 現在はスウェーデン・エレクトロラックス社の子会社                                                                                         | wwww.frigidaire.com（英語）                             |
| アメリカ合衆国 | フーバー・カンパニー                 |            |      | アメリカ合衆国・シャーロット       |                                | 数々の多国籍企業に売却と買収を繰り返され、現在はハイアール子会社 一方で現在でも欧州では白物家電の主要な製造メーカー                                                                               | hoover.com（英語）                                      |
| アメリカ合衆国 | ハネウェル                           |            |      | アメリカ合衆国・モリスタウン       | NYSE                           | 電子制御システムや航空機部品を製造し、ボーイングやNASA、アメリカ国防総省にアビオニクスを提供 | www.honeywell.com/us/en（英語）                         |
| アメリカ合衆国 | ゼロックス                           |            |      | アメリカ合衆国・ノーウォーク       | NYSE                           | プリンター、複合機、複写機で世界最大手の一つ イギリスのゼロックス・リミテッドなど、主要国に複数の完全子会社を有する多国籍企業                                                                     | www.xerox.com（英語）                                   |
| アメリカ合衆国 | シスコシステムズ                     |            |      | アメリカ合衆国・サンノゼ           | NASDAQ                         | 世界最大のコンピューターネットワーク機器開発企業 日本を含む各国に現地法人を設立 ダウ平均株価の構成銘柄                                                                                            | www.cisco.com/c/ja_jp/index.html（英語）                |
| アメリカ合衆国 | インテル                             |            |      | アメリカ合衆国・サンタクララ       | NASDAQ                         | アメリカ合衆国有数のフラッシュメモリ、半導体製造企業 ナスダック100指数の構成銘柄 | www.intel.co.jp/content/www/jp/ja/homepage.html（英語） |
| アメリカ合衆国 | アドバンスト・マイクロ・デバイセズ   |            |      | アメリカ合衆国・サンタクララ       | NASDAQ                         | 世界有数の電子機器・半導体素子の製造企業 ダウ平均株価の構成銘柄 | www.amd.com/ja（英語）                                  |
| アメリカ合衆国 | NVIDIA                               |            |      | アメリカ合衆国・サンタクララ       | NASDAQ                         | 半導体の中でもGPGPUの設計に特化した多国籍企業 S&P 100、ダウ平均株価の構成銘柄 | www.nvidia.com/ja-jp/（日本語）                         |
| アメリカ合衆国 | クアルコム                           |            |      | アメリカ合衆国・サンディエゴ       | NASDAQ                         | 通信機器、半導体の設計開発を行う企業 S&P 100、ダウ平均株価の構成銘柄 | www.qualcomm.com（英語）                                |
| アメリカ合衆国 | テキサス・インスツルメンツ           |            |      | アメリカ合衆国・ダラス             | NASDAQ                         | 25カ国で事業を展開する世界的な半導体・小型電子機器メーカー | www.ti.com（英語）                                      |
| アメリカ合衆国 | アジレント・テクノロジー             |            |      | アメリカ合衆国・サンタクララ       | NYSE                           | DNAマイクロアレイや高速液体クロマトグラフィーなどの先端分析機器を開発・製造 | www.agilent.com（英語）                                 |
| アメリカ合衆国 | キーサイト・テクノロジー             |            |      | アメリカ合衆国・サンタローザ       | NYSE                           | オシロスコープなど計測機器を開発・製造 2014年にアジレント・テクノロジーから分社化 | www.keysight.com/us/en/home.html（英語）                |
| アメリカ合衆国 | ブロードコム                         |            |      | アメリカ合衆国・サンノゼ           | NASDAQ                         | 無線および半導体の世界的な製造企業 | www.keysight.com/us/en/home.html（英語）                |
| アメリカ合衆国 | アプライド・マテリアルズ             |            |      | アメリカ合衆国・サンタクララ       | NASDAQ                         | 世界19カ国に拠点を置く半導体製造の多国籍企業 | www.appliedmaterials.com（英語）                        |
| アメリカ合衆国 | マキシム・インテグレーテッド         |            |      | アメリカ合衆国・サンノゼ           | NASDAQ                         | 日本を含む各国に拠点を置く半導体製造の多国籍企業 ナスダック100指数の構成銘柄 | www.maximintegrated.com/en.html（英語）                 |
| アメリカ合衆国 | アナログ・デバイセズ                 |            |      | アメリカ合衆国・ケンブリッジ       | NASDAQ                         | アナログ-デジタル変換回路、デジタル-アナログ変換回路などが主力の世界的な半導体デバイス製造企業 | www.analog.com/en/index.html（英語）                    |
| アメリカ合衆国 | マイクロン・テクノロジー             |            |      | アメリカ合衆国・ボイシ             | NASDAQ                         | 半導体メモリの開発及び製造を行う ナスダック100指数の構成銘柄 | www.micron.com/home（英語）                             |
| アメリカ合衆国 | マーベル・テクノロジー・グループ     |            |      | アメリカ合衆国・サンタクララ       | NASDAQ                         | 半導体メモリの製造および通信事業を手掛けるファブレス製造メーカー | www.marvell.com（英語）                                 |
| アメリカ合衆国 | マイクロチップ・テクノロジー         |            |      | アメリカ合衆国・チャンドラー       | NASDAQ                         | 半導体メモリ、マイクロコントローラの製造 東京や大阪など、アジアの都市を中心にオフィスを構える | www.microchip.com（英語）                               |
| アメリカ合衆国 | アムコアテクノロジー                 |            |      | アメリカ合衆国・テンピ             | NASDAQ                         | 半導体製造の後工程を担う 日本や韓国など東アジアで事業展開 | amkor.com（英語）                                       |
| アメリカ合衆国 | ロチェスターエレクトロニクス         |            |      | アメリカ合衆国・ニューベリーポート | NASDAQ                         | 世界的な半導体の製造メーカーかつ販売代理店 東京にオフィスを構えるなど、主要都市に拠点を開設 | www.rocelec.com（英語）                                 |
| アメリカ合衆国 | ザイリンクス                         |            |      | アメリカ合衆国・サンノゼ           | NASDAQ                         | 世界的な半導体メーカーかつプログラマブルロジックデバイスの世界最大手 ダブリンや東京、シンガポール、ハイデラバード、北京や上海、ブリスベンなどにオフィスを構える                                   | www.xilinx.com（英語）                                  |
| アメリカ合衆国 | スカイネットワーク・ソリューションズ |            |      | アメリカ合衆国・アーバイン         | NASDAQ                         | ナスダック100指数およびS&P 500の構成銘柄 アメリカ合衆国の他、メキシコなど北米を中心に事業を展開                                                                                                   | www.skyworksinc.com（英語）                             |
| アメリカ合衆国 | KLAコーポレーション                  |            |      | アメリカ合衆国・ミルピタス         | NASDAQ                         | ナスダック100指数およびS&P 500の構成銘柄 アメリカ合衆国の他、日本やイスラエル、インドなどに現地法人や研究施設を展開                                                                               | www.kla-tencor.com（英語）                              |
| アメリカ合衆国 | ラムリサーチ                         |            |      | アメリカ合衆国・フリーモント       | NASDAQ                         | アメリカ合衆国、日本、ヨーロッパ各国に拠点を置く半導体製造の多国籍企業 | shop.westerndigital.com/sandisk（英語）                 |
| アメリカ合衆国 | サンディスク                         |            |      | アメリカ合衆国・ミルピタス         | NASDAQ                         | フラッシュメモリを中心に電子機器を製造 | shop.westerndigital.com/sandisk（英語）                 |
| アメリカ合衆国 | モトローラ・ソリューションズ         |            |      | アメリカ合衆国・シカゴ             | NYSE                           | 通信機器の開発・製造および通信事業を展開 | www.motorolasolutions.com/ja_jp.html（日本語）          |
| アメリカ合衆国 | テレダイン・テクノロジーズ           |            |      | アメリカ合衆国・シカゴ             | NYSE                           | 航空宇宙に関する精密部品や歯科用器具の製造を行う | www.teledyne.com/en-us（英語）                          |
| アメリカ合衆国 | ウォッチガード・テクノロジー         |            |      | アメリカ合衆国・シアトル           | NYSE                           | 世界120カ国以上で事業を展開 コンピュータセキュリティ製品を製造 | www.watchguard.com（英語）                              |
| アメリカ合衆国 | モレックス                           |            |      | アメリカ合衆国・ライル             | NYSE                           | 2013年にコーク・インダストリーズの子会社化 光ファイバーの内部接続システムの製造、発光ダイオード、航空宇宙産業、自動車など多様な機械製品を手掛ける                                                 | www.molex.com/molex/home（英語）                        |
| アメリカ合衆国 | ダナハー                             |            |      | アメリカ合衆国・ワシントンDC       | NYSE                           | ライフサイエンス・医療診断機器・歯科医療機器などの分野における工業製品メーカーを保有する。 | www.molex.com/molex/home（英語）                        |
| アメリカ合衆国 | アビッド・テクノロジー               |            |      | アメリカ合衆国・バーリントン       | NASDAQ                         | 音響機器・ビデオ・オーディオの製造を行う 日本などに子会社を設立し事業を展開 | www.avid.com/ja/（日本語）                              |
| アメリカ合衆国 | スタンレー・ブラック&デッカー        |            |      | アメリカ合衆国・ニューブリテン     | NYSE                           | 世界175カ国に商品を展開する多国籍工具メーカー | www.stanleyblackanddecker.com（英語）                   |
| イギリス       | ダイソン                             |            |      | シンガポール                       |                                | サイクロン掃除機を主力とする世界的家電メーカー イギリスの企業であるが本社はシンガポールに移動している                                                                                             | www.dyson.co.uk/en（英語）                              |
| イギリス       | ARMホールディングス                  |            |      | イギリス・ケンブリッジ             |                                | ARMアーキテクチャが主力製品 ミュンヘンや北京、横浜市やバンガロールなどに拠点を有する 2016年ソフトバンクの子会社化                                                                                 | www.arm.com/ja（日本語）                                |
| イギリス       | ラッセルホブス                       |            |      | イギリス・オールダム               |                                | 電池製造などで知られる多角的企業スペクトラム・ブランズの子会社 電気ケトルやトースター製造などで知られる欧州有数の家庭電化製品メーカー                                                             | www.russellhobbs.com（英語）                            |
| イギリス       | ハルマ plc                           |            |      | イギリス・アマーシャム             | LSE                            | 火災報知器など安全装置の世界的な製造メーカー FTSE100種総合株価指数の構成銘柄 | www.halma.com（英語）                                   |
| フランス       | シュナイダーエレクトリック           |            |      | フランス・リュエイユ＝マルメゾン   | ユーロネクスト・パリ           | 13万人の従業員を抱える欧州最大の総合電機メーカー CAC 40およびユーロ・ストックス50指数の構成銘柄 100カ国以上で電気機器製造だけでなく公共事業、インフラ、エネルギー、ネットワーク産業などを手掛ける | www.se.com/ww/fr/（フランス語）                         |
| フランス       | ルグラン                             |            |      | フランス・リモージュ               | ユーロネクスト・パリ           | 90カ国以上に拠点を持つ総合電機メーカー イタリアの大手家電メーカービティチーノの親会社 | www.legrandgroup.com/fr（フランス語）                   |
| フランス       | グループセブ                         |            |      | フランス・リヨン                   | ユーロネクスト・パリ           | 世界有数の調理器具メーカー ティファールなどを子会社に保有する | www.groupeseb.com/fr（フランス語）                      |
| フランス       | ティファール                         |            |      | フランス・リミュリー               |                                | グループセブの最有力子会社 コードレス電気ケトルなどで知られる | www.tefal.be/fr/（フランス語）                          |
| フランス       | ネクサンス                           |            |      | フランス・パリ                     | ユーロネクスト・パリ           | 電線のシェアはイタリアのプリズミアンに次ぐ第二位 南米および北米で積極的に事業を展開 | www.nexans.fr/fr/（フランス語）                         |
| ドイツ         | シーメンス                           |            |      | ドイツ・ミュンヘン                 | FWB                            | 電子機器から創業し現在では情報通信、交通、防衛、白物家電などを手掛ける総合電機メーカー 鉄道車両製造では中国中車とフランスのアルストムに次ぐ第三位 36万人の従業員を抱え150カ国以上に拠点を有する   | www.siemens.com/global/en.html（英語）                  |
| ドイツ         | ロバート・ボッシュ                   |            |      | ドイツ・ゲルリンゲン               |                                | シーメンス、ミーレと並ぶ総合電機メーカー 家電製造ほか、輸送用機器の開発・製造やソフトウェア開発、エネルギー事業などが主力となっている 40万人の従業員を抱え150カ国以上に拠点を有する               | www.bosch.com/de/（ドイツ語）                           |
| ドイツ         | ミーレ                               |            |      | ドイツ・ギュータースロー           |                                | シーメンスと並ぶドイツの総合電機メーカー 中欧各国に工場を持ち50カ国に拠点を有する | www.miele.com/de/com/index.htm（ドイツ語）              |
| ドイツ         | ケルヒャー                           |            |      | ドイツ・ヴィネンデン               |                                | 洗浄機器とくに高圧洗浄機製造のグローバルリーダー 60カ国に100以上の子会社・支社を有する | www.kaercher.com/de/（ドイツ語）                        |
| ドイツ         | イエナオプティック                   |            |      | ドイツ・イェーナ                   |                                | 世界有数の光学機器メーカー 日本やアメリカ合衆国、ヨーロッパ各国に現地法人を設立 | www.jenoptik.de（ドイツ語）                             |
| ドイツ         | オスラム                             |            |      | ドイツ・ミュンヘン                 | FWB                            | LEDの光半導体および蛍光ランプなどを製造する多国籍企業 | www.osram.de/cb/（ドイツ語）                            |
| ドイツ         | レッドレンザー                       |            |      | ドイツ・ゾーリンゲン               |                                | LEDの世界的製造メーカー 日本など主要国に拠点を構える | www.ledlenser.com/de（ドイツ語）                        |
| ドイツ         | インフィニオン・テクノロジーズ       |            |      | ドイツ・ミュンヘン                 | FWB                            | 自動車及び各種産業向けの半導体製造が主力事業 パワーMOSFETでは世界首位のシェアを誇る サンノゼ、シンガポール、東京など30カ国50か所以上に現地法人を設立                                              | www.ledlenser.com/de（ドイツ語）                        |
| イタリア       | デロンギ                             |            |      | イタリア・トレヴィーゾ             | BIT                            | エスプレッソマシン、オイルヒーターなどの家電製品で知られる多国籍企業 世界およそ30カ国に子会社を設立し、70カ国に商品を展開                                                                         | www.delonghigroup.com/it（イタリア語）                  |
| イタリア       | インデシット                         |            |      | イタリア・ファブリアーノ           |                                | イタリア最大の総合電機メーカーで、欧州での家電シェアはスウェーデンのエレクトロラックスやドイツのロバート・ボッシュに次ぐ第三位 現在はワールプール・コーポレーションの子会社                       | www.aristonthermo.com/it/（イタリア語）                 |
| イタリア       | アリストン・サーモ                   |            |      | イタリア・ファブリアーノ           |                                | 冷暖房システムおよび給湯器の研究・開発・製造・販売を行う 欧州を中心に36カ国にオフィスを構える | www.aristonthermo.com/it/（イタリア語）                 |
| イタリア       | キャンデー SpA                       |            |      | イタリア・ブルゲーリオ             |                                | 欧州有数の家電製品メーカー 現在は中国・ハイアールの傘下 | www.candy.it/it_IT（イタリア語）                        |
| イタリア       | エリカ SpA                           |            |      | イタリア・ブルゲーリオ             |                                | 欧州有数の調理器具メーカー 電磁調理器ではトップシェアを誇る | www.elica.com/WW-en（英語）                             |
| イタリア       | フルゴーミラノ                       |            |      | イタリア・ガッララーテ             |                                | 欧州有数の調理器具メーカー アメリカ合衆国、中東、オーストラリアに拠点を置く | www.fulgor-milano.com/int/en（英語）                    |
| イタリア       | プリズミアン                         |            |      | イタリア・ミラノ                   |                                | 50カ国以上に拠点を持つ世界最大の電線・通信ケーブル製造企業 FTSE MIB指数の構成銘柄 | www.prysmian.com（イタリア語）                          |
| オランダ       | フィリップス                         |            |      | オランダ・アムステルダム           | ユーロネクスト・アムステルダム | ヘルスケア製品・医療関連機器を中心とする電気機器関連機器メーカー AEX指数の構成銘柄 | www.philips.nl（オランダ語）                            |
| オランダ       | ASML                                 |            |      | オランダ・フェルトホーフェン       | ユーロネクスト・アムステルダム | 半導体露光装置（ステッパー、フォトリソグラフィ装置）を販売する世界最大の会社 AEX指数の構成銘柄 | www.asml.com/en（英語）                                 |
| オランダ       | NXPセミコンダクターズ                |            |      | オランダ・アイントホーフェン       | ユーロネクスト・アムステルダム | フィリップスの半導体部門が分社化して設立 2015年にはアメリカのフリースケール・セミコンダクタを吸収合併                                                                                             | www.nxp.com（英語）                                     |
| スイス         | STマイクロエレクトロニクス           |            |      | スイス・ジュネーヴ                 | BIT・NYSE                      | 仏伊の半導体企業が合併して設立 世界35カ国に拠点を持つ | www.st.com/content/st_com/en.html（英語）               |
| スイス         | スウォッチ・グループ                 |            |      | スイス・ビール                     | SIX                            | オメガ、ブレゲ、ハリー・ウィンストン、スウォッチ、ロンジンなどを子会社に抱える | www.swatchgroup.com/en（英語）                          |
| スイス         | ロレックス                           |            |      | スイス・ジュネーヴ                 |                                | ドイツ人のハンス・ウィルスドルフがロンドンで創業し、その後スイスに移転 | www.rolex.com（英語）                                   |
| スウェーデン   | エレクトロラックス                   |            |      | スウェーデン・ストックホルム       | ナスダック・ストックホルム     | 世界150か国以上に展開する欧州最大の家電メーカー OMXストックホルム30の構成銘柄 | www.electroluxgroup.com/sv/（スウェーデン語）           |
| 中国           | ハイアール                           |            |      | 中国・青島市                       | SEHX・SSE                      | 2010年時点で白物家電のシェア世界第一位 世界165か国以上で製造・販売事業を展開 | www.haier.com/cn/（中国語）                             |
| 中国           | レノボ                               |            |      | 中国・香港                         | SEHX                           | 携帯電話、パソコンの製造を主力とする 米モリスビル・北京・シンガポールに主要拠点を設立 | www.lenovo.com.cn（中国語）                             |
| 中国           | ファーウェイ                         |            |      | 中国・深圳市                       |                                | 世界最大の通信機器ベンダー スマートフォンにおいては、出荷台数・シェアともに世界3位 | www.huawei.com/cn/（中国語）                            |
| 中国           | ミデア                               |            |      | 中国・仏山市                       | SZSE                           | 白物家電シェアは2016年時点でハイアールに次ぐ第二位 エジプトやブラジルなど世界中に拠点を有する | www.midea.com/global（英語）                            |
| 中国           | ハイセンス                           |            |      | 中国・青島市                       | SEHX・SSE                      | 家電製品や通信機器の開発・販売大手 日本をはじめ各国に進出 | www.hisense.co.jp（日本語）                             |
| 中国           | ZTE                                  |            |      | 中国・深圳市                       | SEHX・SEHX                     | 北米・欧州・ロシア等の市場においてスマートフォンシェアがいずれも上位5位以内 通信設備および通信端末の開発および生産を事業とする                                                                    | www.zte.com.cn/china/（中国語）                         |
| 中国           | シャオミ                             |            |      | 中国・北京市                       | SEHX                           | 中国では第三位のシェアを誇るスマートフォンメーカーで、日本やインド、台湾などアジアを中心に海外市場も開拓している                                                                                  | www.mi.com/index.html（中国語）                         |
| 日本           | 日立製作所                           |            |      | 日本・東京都                       | TSE                            | トヨタ自動車、NTTに次ぐ規模の従業員数を誇る日立グループの中核企業 日経平均株価およびTOPIX Core30の構成銘柄                                                                                        | www.hitachi.co.jp（日本語）                             |
| 日本           | 東芝                                 |            |      | 日本・東京都                       | TSE                            | 東芝グループの中核企業 東芝インフラシステムズ、東芝エネルギーシステムズ、東芝デバイス&ストレージなどを子会社に擁する                                                                              | www.global.toshiba/jp/top.html（日本語）                |
| 日本           | 三菱電機                             |            |      | 日本・東京都                       | TSE                            | 三菱電機グループの中核企業 日経平均株価およびTOPIX Large70の構成銘柄 | www.mitsubishielectric.co.jp（日本語）                  |
| 日本           | 富士電機                             |            |      | 日本・東京都                       | 日本・東京都                   | 古河グループの中核企業で大手重電メーカー 日経平均株価の構成銘柄 | https://www.fujielectric.co.jp/index.html（日本語）     |
| 日本           | パナソニック                         |            |      | 日本・門真市                       | TSE                            | パナソニックグループの中核で、日本の電機メーカーとしては日立製作所、ソニーに次ぐ第三位 日経平均株価およびTOPIX Large70の構成銘柄                                                                  | holdings.panasonic/jp/（日本語）                        |
| 日本           | 日本電気                             |            |      | 日本・東京都                       | TSE                            | 住友グループに属する電機メーカー 日経平均株価の構成銘柄 | jpn.nec.com（日本語）                                   |
| 日本           | ソニー                               |            |      | 日本・東京都                       | TSE                            | 黒物家電やゲーム機の製造を主力とする 日経平均株価およびTOPIX Core30の構成銘柄 | www.sony.com/ja/（日本語）                              |
| 日本           | シャープ                             |            |      | 日本・堺市                         | TSE                            | 日本の主要電機メーカーで台湾・鴻海精密工業の子会社 日経平均株価の構成銘柄 | jp.sharp（日本語）                                      |
| 日本           | 京セラ                               |            |      | 日本・京都市                       | TSE                            | 電子部品、半導体部品、情報・通信機器、セラミック、太陽電池などの電気機器や化学製品を製造する大手電機メーカー 日経平均株価およびTOPIX Large70の構成銘柄                                            | www.kyocera.co.jp（日本語）                             |
| 日本           | キヤノン                             |            |      | 日本・東京都                       | TSE・NYSE                      | カメラ、ビデオ、プリンタ、複写機の製造を主力とする大手精密機器メーカー 日経平均株価の構成銘柄 | global.canon/ja/（日本語）                              |
| 日本           | ニコン                               |            |      | 日本・東京都                       | TSE                            | カメラ、望遠鏡、顕微鏡などを製造する大手光学機器メーカー 日経平均株価の構成銘柄 | www.nikon.co.jp（日本語）                               |
| 日本           | オリンパス                           |            |      | 日本・東京都                       | TSE                            | カメラや内視鏡など光学機器の製造大手 日経平均株価およびTOPIX Large70の構成銘柄 | www.olympus.co.jp（日本語）                             |
| 日本           | 富士通                               |            |      | 日本・東京都                       | TSE                            | ITサービスに力を入れ「富岳」開発にも携わった大手エレクトロニクスメーカー 日経平均株価およびTOPIX Large70の構成銘柄                                                                                | www.fujitsu.com/jp/（日本語）                           |
| 日本           | エプソン                             |            |      | 日本・諏訪市                       | TSE                            | インクジェットプリンターやパソコンの製造を主力とするセイコーグループの中核会社の一つ 日経平均株価の構成銘柄                                                                                       | www.epson.jp（日本語）                                  |
| 日本           | セイコー                             |            |      | 日本・東京都                       |                                | 高級時計グランドセイコーなどを展開する セイコーグループの中核企業 | www.seiko.co.jp（日本語）                               |
| 日本           | カシオ計算機                         |            |      | 日本・東京都                       | TSE                            | 電卓、電子辞書の世界的大手 日経平均株価の構成銘柄 | www.casio.com/jp/（日本語）                             |
| 日本           | 村田製作所                           |            |      | 日本・長岡京市                     | TSE                            | セラミックコンデンサーなど電子部品製造で世界最大手 TOPIX Core30およびJPX日経インデックス400の構成銘柄                                                                                             | www.murata.com/ja-jp（日本語）                          |
| 日本           | コニカミノルタ                       |            |      | 日本・東京都                       | TSE                            | 複写機製造などで世界展開 日経平均株価の構成銘柄 | www.konicaminolta.com/jp-ja/index.html（日本語）        |
| 日本           | 東京エレクトロン                     |            |      | 日本・東京都                       | TSE                            | 半導体製造装置およびフラットパネルディスプレイ製造装置を開発・製造・販売 日経平均株価およびTOPIX Core30の構成銘柄                                                                                 | www.tel.co.jp（日本語）                                 |
| 日本           | オムロン                             |            |      | 日本・京都市                       | TSE                            | 医療健康機器の製造が知られ、世界七都市を中心に事業を展開 日経平均株価の構成銘柄 | www.omron.com/jp/ja/（日本語）                          |
| 日本           | 沖電気工業                           |            |      | 日本・東京都                       | TSE                            | ATM製造を主力として世界各国に現地法人を設立 日経平均株価の構成銘柄 | www.oki.com/jp/（日本語）                               |
| 日本           | キーエンス                           |            |      | 日本・大阪市                       | TSE                            | 東南アジアや欧州に現地法人を設立する光学機器の製造大手 日経平均株価の構成銘柄 | www.keyence.com（日本語）                               |
| 日本           | シチズン時計                         |            |      | 日本・東京都                       | TSE                            | 時計製造を主力としムーブメント製造で世界最大手の一つ 日経平均株価の構成銘柄 | www.citizen.co.jp（日本語）                             |
| 日本           | アドバンテスト                       |            |      | 日本・東京都                       | TSE                            | 半導体の試験機や測定器の製造大手 日経平均株価の構成銘柄 | www.advantest.com/ja/（日本語）                         |
| 日本           | TDK                                  |            |      | 日本・東京都                       | TSE                            | 電子媒体の製造などで世界展開 日経平均株価の構成銘柄 | www.tdk.com/ja/index.html（日本語）                     |
| 日本           | JVCケンウッド                        |            |      | 日本・横浜市                       | TSE                            | カーナビゲーションや監視カメラの製造で世界展開 | www.jvckenwood.com/jp.html（日本語）                    |
| 韓国           | サムスン電子                         |            |      | 韓国・ソウル                       | KRX                            | サムスングループの中核企業 2020年時点でスマートフォン・薄型テレビ・NAND型フラッシュメモリ、DRAM、中小型有機ELディスプレイにおいて世界シェア1位                                                    | www.samsung.com/sec/（朝鮮語）                          |
| 韓国           | LG電子                               |            |      | 韓国・ソウル                       | KRX                            | LGグループの中核をなす家電・情報通信メーカー 有機ELテレビの世界シェア第一位 | www.lge.co.kr（朝鮮語）                                 |
| 韓国           | SKハイニックス                       |            |      | 韓国・利川市                       |                                | SKグループに属する半導体製造企業 | www.skhynix.com（朝鮮語）                               |
| 台湾           | HTC                                  |            |      | 台湾・新北市                       | TWSE                           | Windows MobileやWindows Phone、Androidを搭載したPDAやスマートフォンを世界中で発売する | www.htc.com/tw/about/（中国語）                         |
| 台湾           | フォックスコン                       |            |      | 台湾・新北市                       | TWSE                           | シャープを子会社にしたホンハイなどを傘下に収める世界最大のEMS企業 グーグルやAppleなど多くのハイテク企業に電子部品を供給する                                                                       | www.foxconn.com/zh-tw/（中国語）                        |
| 台湾           | TSMC                                 |            |      | 台湾・新竹市                       | TWSE・NYSE                     | 世界で最も時価総額の高い半導体企業の一つ 台湾企業で初めてニューヨーク証券取引所に上場 | www.tsmc.com/schinese（中国語）                         |
| 台湾           | UMC                                  |            |      | 台湾・新竹市                       | TWSE・NYSE                     | 半導体受託製造のシェアは2015年時点で世界第三位 TSMCなどと競合する | www.umc.com/zh-TW/Home/Index（中国語）                  |
| 台湾           | AUO                                  |            |      | 台湾・新竹市                       | TWSE                           | 液晶パネル製造で世界上位に位置する | auo.com/zh-CN（中国語）                                 |
| 台湾           | 燦坤実業                             |            |      | 台湾・台北市                       | TWSE                           | アメリカ合衆国や中国、日本、欧州各国などに家電製品を供給する東アジア有数の電機メーカー | www.tkec.com.tw（中国語）                               |
| 台湾           | 東元電機                             |            |      | 台湾・台北市                       | TWSE                           | シンガポールやアメリカに進出する総合電機メーカー しばしば「台湾の東芝」と称された | www.teco.com.tw（中国語）                               |
| トルコ         | アルチェリク                         |            |      | トルコ・イスタンブール             | ISE                            | 独ロバート・ボッシュ、蘭エレクトロラックス、伊インデシットに次ぐ欧州4位の家電メーカー コチ財閥の傘下                                                                                              | www.arcelikglobal.com/tr/（トルコ語）                   |

### コンピュータソフトウェアの製造
アメリカ合衆国
- IBM
- ヒューレット・パッカード・エンタープライズ (HPE)
- HP Inc.
- デル
- Apple
- マイクロソフト
- Google
- レッドハット
- オラクル
- ユニシス
- シトリックス・システムズ
- エクイニクス
- ニュータニックス
- DXCテクノロジー
- セールスフォース
- シマンテック
- マカフィー
- アドビ
- Amazon.com
- Facebook
- Twitter
- Uber
- ServiceNow
- アカマイ・テクノロジーズ
- エレクトロニック・アーツ
- アクティビジョン・ブリザード
- ライオンブリッジ

フランス
- キャップジェミニ
- アトス
- Atari SA
- Bull

ドイツ
- SAP

イギリス
- マイクロフォーカス

カナダ
- ブラックベリー

アイルランド
- アクセンチュア

日本
- 任天堂
- スクウェア・エニックス
- バンダイナムコホールディングス
- セガサミーホールディングス
- コナミホールディングス
- コーエーテクモホールディングス

韓国
- NEXON
- NHN

中国
- 百度
- アリババグループ
- 騰訊
- ByteDance

台湾
- ASUS
- エイサー

インド
- タタ・コンサルタンシー・サービシズ

### 機械製品の製造
アメリカ合衆国
- ユナイテッド・テクノロジーズ
- キャタピラー
- ITT
- イリノイ・ツール・ワークス
- ジョンソンコントロールズ
- デルファイ・コーポレーション
- ヴィステオン
- イートン

イギリス
- ロールス・ロイス

フランス
- アルストム

ドイツ
- TRW
- MAN

スイス
- ABB
- シンドラーエレベータ
- TEコネクティビティ

リヒテンシュタイン
- ヒルティ

スウェーデン
- サンドビック
- ハスクバーナ

日本
- 三菱重工業
- 川崎重工業
- IHI
- ヤマハ発動機
- 東芝機械
- クボタ
- 小松製作所
- 住友電気工業
- マキタ
- 住友重機械工業
- ファナック
- YKK
- ダイキン工業
- ニデック
- マブチモーター
- タミヤ
- ヤンマー

韓国
- HD現代重工業

### 製鉄・鉄鋼・特殊鋼
| 国家           | 企業                   | ロゴマーク | 本社 | 本社所在地                           | 上場                                                   | 備考 | ウェブサイト                                                      |
| -------------- | ---------------------- | ---------- | ---- | ------------------------------------ | ------------------------------------------------------ | --- | ----------------------------------------------------------------- |
| アメリカ合衆国 | ニューコア             |            |      | アメリカ合衆国・シャーロット         | NYSE                                                   | 1905年にランサム・E・オールズが設立したレオ・モーター・カー・カンパニーの一部事業が起源。2021年の粗鋼生産量は約2500万トンで、アメリカで最大かつ世界第15位となっている。S&P 500の構成銘柄。                                                      | www.nucor.com（英語）                                             |
| アメリカ合衆国 | USスチール             |            |      | アメリカ合衆国・ピッツバーグ         | NYSE                                                   | 1901年、エルバート・ヘンリー・ゲーリーに鉄鋼王カーネギーやジョン・モルガンが協力して設立された。2021年の粗鋼生産量は1600万トンで世界第24位（アメリカ2位）。S&P 400の構成銘柄。                                                                  | www.ussteel.com（英語）                                           |
| ブラジル       | ジェルダウ             |            |      | ブラジル・ポルト・アレグレ           | B3、NYSE、BMAD                                         | 1901年にジョアン・ゲルダウによって設立された釘工場をルーツとする。現在では南米各国で事業を展開し、粗鋼生産量は2021年時点で約1400万トンで世界第30位となっている。ボベスパ指数の構成銘柄。                                                        | www2.gerdau.com.br（ポルトガル語）                                |
| ブラジル       | ウジミナス             |            |      | ブラジル・ベロオリゾンテ             | B3、BMAD                                               | 1958年に設立されたブラジル第2位の鉄鋼メーカーで、現在では鉄鋼生産だけではなく建設、貿易、海運、オイル・ガス事業なども手掛けるコングロマリット的性質を帯びている。中南米製鉄大手のテルニウムと日本の日本製鉄が筆頭株主。ボベスパ指数の構成銘柄。 | www.usiminas.com（ポルトガル語）                                  |
| ドイツ         | ティッセンクルップ     |            |      | ドイツ・エッセン                     | LSE・FWB                                               | ドイツ最大、欧州有数の鉄鋼メーカーだがエレベーターなどの機械製品も製造する MDAXの構成銘柄 | www.thyssenkrupp.com/de/home（ドイツ語）                          |
| ドイツ         | ザルツギッターAG       |            |      | ドイツ・ザルツギッター               | FWB                                                    | ドイツ第2位、欧州でも有数の粗鋼生産量を誇る鉄鋼メーカー SDAXの構成銘柄 | www.salzgitter-ag.com/de/index.html（ドイツ語）                   |
| ルクセンブルク | アルセロール・ミッタル |            |      | ルクセンブルク・ルクセンブルクシティ | ユーロネクスト・アムステルダム、NYSE、BMAD、LuxSE、JSE | 粗鋼生産量は1億トン前後で宝鋼集団と1、2を争う世界的鉄鋼メーカー 前身の一つはミッタル・スチールであることから オランダの企業とされることもある                                                                                                   | corporate.arcelormittal.com（英語）                               |
| スウェーデン   | SSAB                   |            |      | スウェーデン・ストックホルム         | ナスダック・ストックホルム、ナスダック・ヘルシンキ     | スウェーデン最大手の鉄鋼メーカーで、フィンランドにも進出する かつてはOMXストックホルム30の構成銘柄だったが、現在では外されている | www.ssab.com/en（英語）                                           |
| ロシア         | エヴラズ               |            |      | イギリス・ロンドン                   | LSE                                                    | ロシアを事業基盤とする鉄鋼メーカー 鉄鋼が中心事業だが鉄鉱石や石炭、パラジウムの採掘・生産・販売も担う | www.evraz.com/ru/（ロシア語）                                     |
| ロシア         | ノヴォリペツク         |            |      | ロシア・モスクワ                     | MCX・LSE                                               | ロシア最大の鉄鋼メーカーおよび特殊鋼メーカーで1500万トンを超える粗鋼生産量を誇る RTS指数の構成銘柄 | nlmk.com/ru/（ロシア語）                                          |
| ロシア         | セヴェルスターリ       |            |      | ロシア・チェレポヴェツ               | MCX・LSE・FWB                                          | ロシア有数の鉄鋼メーカーかつ石炭や鉄鉱石の採掘・販売も行う RTS指数の構成銘柄 | db.severstal.com/ru（ロシア語）                                   |
| 中国           | 宝鋼集団               |            |      | 中国・上海市                         |                                                        | 粗鋼生産量は1億トン超で2021年時点で世界最大の鉄鋼メーカー 集団の中核となる宝山鋼鉄は上海証券取引所に上場 | www.baosteel.com/home（中国語）                                   |
| 日本           | 日本製鉄               |            |      | 日本・東京都                         | TSE                                                    | 日本最大の鉄鋼メーカーで、粗鋼生産量は5000万トン台前後を推移しており2019年時点で第3位 日経平均株価およびTOPIX Large70の構成銘柄 | www.nipponsteel.com（日本語）                                     |
| 日本           | JFEスチール            |            |      | 日本・東京都                         | TSE                                                    | 日本製鉄に次ぐ日本第2位の鉄鋼メーカーで、粗鋼生産量は3000万トン弱を推移しており2019年時点で第11位 日経平均株価の構成銘柄 | www.jfe-steel.co.jp（日本語）                                     |
| 日本           | 神戸製鋼所             |            |      | 日本・東京都                         | TSE                                                    | 日本第3位の鉄鋼メーカー 大手鉄鋼メーカーの中では最も鉄鋼事業への依存度が低く、電力事業や機械事業も手掛ける 日経平均株価の構成銘柄 | www.kobelco.co.jp（日本語）                                       |
| 日本           | 日立金属               |            |      | 日本・東京都                         | TSE                                                    | 日立グループでは日立製作所に次ぐ規模の企業 東アジアを中心に事業を展開する | www.hitachi-metals.co.jp（日本語）                                |
| 日本           | 大同特殊鋼             |            |      | 日本・名古屋市                       | TSE                                                    | 特殊鋼メーカーの一つでステンレス鋼やチタン合金などを自動車企業、電気機器メーカーなどに供給する アメリカや中国、東南アジアなどに展開する | www.daido.co.jp（日本語）                                         |
| 韓国           | ポスコ                 |            |      | 韓国・浦項市                         | KRX・NYSE・LSE                                         | 韓国最大の鉄鋼メーカーで、粗鋼生産量は4000万トン台強を推移しており2019年時点で世界第5位 韓国の高度成長を支えた企業として知られる 韓国総合株価指数の構成銘柄                                                                                     | www.posco.co.kr/homepage/docs/kor6/jsp/s91a0000001i.jsp（朝鮮語） |
| インド         | タタ・スチール         |            |      | インド・ムンバイ                     | BSE・NSE                                               | 車両製造タタ・モーターズ、IT企業タタ・コンサルタンシー・サービシズ、電力企業タタ・パワーなどと並ぶタタ・グループの中核企業の一つ 粗鋼生産量は3000万トン前後で2019年時点で世界第9位を誇り、S&P BSE SENSEXの構成銘柄                              | www.tatasteel.com（英語）                                         |

### 非鉄金属・鉱業
| 国家           | 企業                     | ロゴマーク | 本社 | 本社所在地                   | 上場                             | 備考 | ウェブサイト                               |
| -------------- | ------------------------ | ---------- | ---- | ---------------------------- | -------------------------------- | --- | ------------------------------------------ |
| アメリカ合衆国 | アルコア                 |            |      | アメリカ合衆国・ニューヨーク | NYSE                             | アメリカ合衆国最大、世界的にも主要なアルミニウムメーカー 南北アメリカやオーストラリア、欧州、アフリカに進出する                                                                                              | www.alcoa.com/global/en/home/（英語）      |
| アメリカ合衆国 | フリーポート・マクモラン |            |      | アメリカ合衆国・フェニックス | NYSE                             | 金や銅、モリブデンの生産を主軸とする国際的な資源メジャーでグラスベルグ鉱山の開発・経営で知られる S&P 500の構成銘柄                                                                                           | www.fcx.com（英語）                        |
| メキシコ       | グルポ・メヒコ           |            |      | メキシコ・メキシコシティ     | BMV                              | 銅を中心にモリブデンや亜鉛など非鉄金属生産、子会社フェロメックスなどを通じた鉄道事業やインフラ整備などを展開する鉱山企業 ボルサ指数の構成銘柄                                                                | www.gmexico.com（スペイン語）              |
| メキシコ       | ペニョーレス             |            |      | メキシコ・メキシコシティ     | BMV                              | グルポ・メヒコと並ぶメキシコの二大鉱山企業で、銀を中心に非鉄金属を生産・製錬するほか化学事業も手掛ける ボルサ指数の構成銘柄                                                                                  | www.penoles.com.mx（スペイン語）           |
| ブラジル       | ヴァーレ                 |            |      | ブラジル・リオデジャネイロ   | サンパウロ証券取引所・NYSE・BMAD | 鉄鉱石の採掘・販売で世界シェア第1位で、かつニッケルやボーキサイトなどの非鉄金属やレアメタル類の生産で高いシェアを誇る ボベスパ指数の主要構成銘柄                                                             | www.vale.com/EN/Pages/default.aspx（英語） |
| イギリス       | リオ・ティント           |            |      | イギリス・ロンドン           | LSE・ASX・NYSE                   | 鉄鉱石やボーキサイト、銅などの貴金属やレアメタルを生産する資源メジャー FTSE100種総合株価指数およびS&P/ASX 200の構成銘柄                                                                                      | www.riotinto.com（英語）                   |
| イギリス       | アングロ・アメリカン     |            |      | イギリス・ロンドン           | LSE・JSE                         | デビアスなどを子会社に収めレアメタルや鉄鉱石を取り扱う資源メジャーで、創業地から 南アフリカ共和国の企業とされることもある FTSE100種総合株価指数やFTSE/JSEトップ40指数、およびストックス欧州600指数の構成銘柄 | www.angloamerican.com（英語）              |
| ベルギー       | ユミコア                 |            |      | ベルギー・ブリュッセル       | ユーロネクスト・ブリュッセル     | 銅や亜鉛などの非鉄金属製造および貴金属・レアメタルでリードするほか、化学製品も製造する BEL20の構成銘柄 | www.umicore.com（英語）                    |
| ノルウェー     | ノルスク・ハイドロ       |            |      | ノルウェー・オスロ           | OSE                              | アルミニウムなど非鉄金属の生産および再生可能エネルギー事業を展開する OBX指数の構成銘柄 | www.hydro.com/en/（英語）                  |
| ロシア         | ノリリスク・ニッケル     |            |      | ロシア・モスクワ             | MCX・LSE                         | ニッケルとパラジウムの生産で世界最大手、かつ非鉄金属分野や石炭分野でも事業を展開する RTS指数の構成銘柄 | www.nornickel.ru（ロシア語）               |
| ロシア         | ルサール                 |            |      | ロシア・モスクワ             | MCX・SEHK                        | アルミニウムやアルミナ生産でリオ・ティントやアルコア、チャルコなどと並ぶ世界的大手の一つ RTS指数の構成銘柄で、また香港証券取引所に上場した初のロシア企業                                                     | www.rusal.ru（ロシア語）                   |
| 中国           | チャルコ                 |            |      | 中国・北京市                 | SEHK・SSE・NYSE                  | 中国アルミニウムとも呼ばれる、ルサールやリオ・ティント、アルコアなどと並ぶ世界的なアルミニウム生産・製錬企業 ハンセン指数の構成銘柄                                                                          | www.chalco.com.cn（中国語）                |
| 日本           | 三菱マテリアル           |            |      | 日本・東京都                 | TSE                              | 三菱グループに属する大手非鉄金属メーカーで、アルミニウムなどのほかセメントも生産する 日経平均株価の構成銘柄                                                                                                  | www.mmc.co.jp/corporate/ja/（日本語）      |
| 日本           | 三井金属鉱業             |            |      | 日本・東京都                 | TSE                              | 三井グループに属する大手非鉄金属メーカーで、金属のほかセラミックなども製造する総合素材メーカーとしての側面も持つ 日経平均株価の構成銘柄                                                                      | www.mitsui-kinzoku.com（日本語）           |
| 日本           | 日本軽金属               |            |      | 日本・東京都                 | TSE                              | アルミニウム製錬を中心とする大手非鉄金属メーカー 日経平均株価の構成銘柄 | www.nikkeikin.co.jp（日本語）              |
| オーストラリア | BHPグループ              |            |      | オーストラリア・メルボルン   | ASX・LSE・JSE                    | ヴァーレやリオ・ティントなどと並ぶ総合鉱業企業で主軸である鉄鉱石生産のほか、石油・石炭、ダイヤモンドなども生産する イギリスの企業とされることもあり、S&P/ASX 200やFTSE/JSEトップ40指数の主要構成銘柄         | www.bhp.com（英語）                        |

### 化学製品の製造
| 国家           | 企業                                 | ロゴマーク | 本社                                                                     | 本社所在地                       | 上場                             | 備考 | ウェブサイト                                  |
| -------------- | ------------------------------------ | ---------- | ------------------------------------------------------------------------ | -------------------------------- | -------------------------------- | --- | --------------------------------------------- |
| アメリカ合衆国 | ダウ・ケミカル                       |            |                                                                          | アメリカ合衆国・ミッドランド     |                                  | アメリカ合衆国最大の総合化学メーカー 親会社ダウはニューヨーク証券取引所に上場しダウ平均株価の構成銘柄である                                                                               | www.dow.com/en-us.html（英語）                |
| アメリカ合衆国 | デュポン                             |            |                                                                          | アメリカ合衆国・ウィルミントン   | NYSE                             | アメリカ合衆国第2位の総合化学メーカー メロン財閥、ロックフェラー財閥と並ぶアメリカの三大財閥でもある                                                                                      | www.dupont.com（英語）                        |
| アメリカ合衆国 | 3M                                   |            |                                                                          | アメリカ合衆国・セントポール     | NYSE                             | 世界有数の総合化学メーカーで、かつ電気部品や聴診器など医療器具も製造するコングロマリット ダウ平均株価の構成銘柄                                                                           | www.3m.com（英語）                            |
| アメリカ合衆国 | アシュランド                         |            |                                                                          | アメリカ合衆国・ウィルミントン   | NYSE                             | アメリカ合衆国有数の総合化学メーカー 石油精製企業から出発し、現在では化学製品やプラスチックの製造・販売に及ぶ                                                                             | www.ashland.com（英語）                       |
| アメリカ合衆国 | イーストマン・ケミカル               |            |                                                                          | アメリカ合衆国・キングスポート   | NYSE                             | コダックの化学事業が分社化し誕生した、産業用化学製品を供給する総合化学メーカー ラテンアメリカや欧州、東アジアで事業展開                                                                   | www.eastman.com/pages/home.aspx（英語）       |
| アメリカ合衆国 | セラニーズ                           |            |                                                                          | アメリカ合衆国・アーヴィング     | NYSE                             | 酢酸やプラスチックの製造で世界的大手 北アメリカの他、欧州やアジアを中心に事業展開 | www.celanese.com（英語）                      |
| アメリカ合衆国 | アフトン・ケミカル                   |            |                                                                          | アメリカ合衆国・リッチモンド     | NYSE                             | 車両用や産業用の潤滑油製造およびその添加剤製造で世界的大手 アフリカやオセアニアを除く地域で事業を展開する                                                                                 | www.aftonchemical.com（英語）                 |
| アメリカ合衆国 | リヨンデルベーセル                   |            |                                                                          | アメリカ合衆国・ヒューストン     | NYSE                             | ポリエチレンやポリプロピレンの大手製造メーカー 登記上の本社はロッテルダムにあり、ロンドンにも主要なオフィスがあるため、オランダやイギリスの企業と見做される場合もある                     | www.lyondellbasell.com（英語）                |
| アメリカ合衆国 | エアープロダクツ・アンド・ケミカルズ |            |                                                                          | アメリカ合衆国・アレンタウン     | NYSE                             | エア・リキードやリンデなどに次ぐ世界的産業ガスメーカー S&P 500の構成銘柄 | www.airproducts.com（英語）                   |
| アメリカ合衆国 | ハンツマン                           |            |                                                                          | アメリカ合衆国・ザ・ウッドランズ | NYSE                             | BMW、ゼネラル・エレクトリック、シェブロン、P&Gなどの企業向けにポリウレタンや接着剤等の化学製品を製造・販売する 世界30カ国以上で事業を展開                                                 | www.huntsman.com（英語）                      |
| アメリカ合衆国 | ウェストレイク・ケミカル             |            |                                                                          | アメリカ合衆国・ヒューストン     | NYSE                             | アメリカの主要な化学メーカーで、ポリエチレンやポリ塩化ビニルを供給する 建設資材も生産する                                                                                                 | www.westlake.com（英語）                      |
| ブラジル       | ブラスケム                           |            |                                                                          | ブラジル・サンパウロ             | サンパウロ証券取引所・NYSE・BMAD | ラテンアメリカ最大の石油化学メーカーで、ベンジンやナフサといった物質を製造・供給する ボベスパ指数の構成銘柄                                                                               | www.braskem.com.br（ポルトガル語）            |
| イギリス       | ジョンソン・マッセイ                 |            |                                                                          | イギリス・ロンドン               | LSE                              | イギリスの有力な総合化学メーカーで、三元触媒など化学製品を製造・販売 FTSE250種総合株価指数およびストックス欧州600指数の構成銘柄                                                           | matthey.com/en（英語）                        |
| イギリス       | イネオス                             |            |                                                                          | イギリス・ロンドン               |                                  | 世界第5位の総合化学メーカー 化学物質や石油化学製品を各産業に供給する | www.ineos.com（英語）                         |
| イギリス       | ビクトレックス                       |            |                                                                          | イギリス・ロンドン               | LSE                              | 高性能ポリマーなどを航空宇宙、自動車、石油、医療などの各業界に供給する FTSE250種総合株価指数およびストックス欧州600指数の構成銘柄                                                         | www.victrex.com（英語）                       |
| フランス       | エア・リキード                       |            |                                                                          | フランス・パリ                   | ユーロネクスト・パリ             | フランス最大の化学メーカーで、リンデと並ぶ世界的産業ガス製造者 CAC 40およびストックス欧州600指数の構成銘柄                                                                                | www.airliquide.com/fr（フランス語）           |
| フランス       | アルケマ                             |            |                                                                          | フランス・コロンブ               | ユーロネクスト・パリ             | トタルの化学部門が分離する形で設立された、特殊化学品や先端材料分野を販売する企業 CAC 40およびストックス欧州600指数の構成銘柄                                                              | www.arkema.com/global/en/（英語）             |
| ドイツ         | BASF                                 |            |                                                                          | ドイツ・ルートヴィヒスハーフェン | FWB・LSE                         | 世界最大の総合化学メーカーで、従業員数11万人を超える有数の企業グループでもある ドイツ株価指数およびストックス欧州600指数の構成銘柄                                                        | www.basf.com/global/de.html（ドイツ語）       |
| ドイツ         | リンデ                               |            |                                                                          | イギリス・ギルフォード           | FWB・NYSE                        | アメリカ合衆国プラクスエアとの経営統合の為アメリカの企業とされることもある、産業ガス世界最大手 ドイツ株価指数、S&P 100およびストックス欧州600指数の構成銘柄                               | www.linde.com（英語）                         |
| ドイツ         | エボニック                           |            |                                                                          | ドイツ・エッセン                 | FWB                              | 世界100カ国以上で化学製品を販売するドイツ第二位の総合化学メーカー MDAXおよびストックス欧州600指数の構成銘柄                                                                               | corporate.evonik.de/de（ドイツ語）            |
| ドイツ         | シムライズ                           |            |                                                                          | ドイツ・ホルツミンデン           | FWB                              | 香料・芳香化合物で世界的に展開する化学メーカー ドイツ株価指数およびストックス欧州600指数の構成銘柄                                                                                        | www.symrise.com/de/（ドイツ語）               |
| ドイツ         | コベストロ                           |            |                                                                          | ドイツ・レーヴァークーゼン       | FWB                              | 世界30カ国以上に進出しポリウレタンやポリカーボネートを中心に製造する ドイツ株価指数およびストックス欧州600指数の構成銘柄                                                                  | www.covestro.com/de（ドイツ語）               |
| ドイツ         | ランクセス                           |            |                                                                          | ドイツ・ケルン                   | FWB                              | バイエルから化学事業・高分子事業を分離して設立された、ポリマーや合成ゴム、プラスチックなどを供給するドイツ有数の総合化学メーカー MDAXおよびストックス欧州600指数の構成銘柄                | lanxess.com/de-DE（ドイツ語）                 |
| イタリア       | マペイ                               |            |                                                                          | イタリア・ミラノ                 |                                  | ENIの完全子会社ヴェルサリスに次ぐイタリアの化学メーカーで、建設会社向けの化学製品を製造・販売する 5大陸35か国以上に進出している                                                           | www.mapei.com（イタリア語）                   |
| オランダ       | アクゾノーベル                       |            |                                                                          | オランダ・アムステルダム         | ユーロネクスト・アムステルダム   | オランダ最大の総合化学メーカーで、セルロースや塗料で世界的大手 AEX指数およびストックス欧州600指数の構成銘柄                                                                               | www.akzonobel.com（英語）                     |
| オランダ       | DSM                                  |            |                                                                          | ドイツ・ケルン                   | ユーロネクスト・アムステルダム   | 炭鉱企業からライフサイエンスも手掛ける総合化学メーカーとなり、現在では50か国以上で事業を展開する AEX指数およびストックス欧州600指数の構成銘柄                                             | www.dsm.com/corporate/home.html（英語）       |
| ベルギー       | ソルベイ                             |            |                                                                          | ベルギー・ブリュッセル           | ユーロネクスト・ブリュッセル     | ベルギー最大の総合化学メーカーで、世界50カ国で事業を展開 BEL20およびストックス欧州600指数の構成銘柄                                                                                       | www.solvay.com/en/（英語）                    |
| スイス         | エムスケミー                         |            |                                                                          | スイス・チューリッヒ             | SIX                              | 世界20カ国以上に現地法人を持つ化学製品メーカー スイス中型株指数およびストックス欧州600指数の構成銘柄                                                                                      | www.ems-group.com/en/（英語）                 |
| スイス         | クラリアント                         |            |                                                                          | スイス・ムッテンツ               | SIX                              | 顔料や界面活性剤などを製造・販売する化学メーカー スイス中型株指数およびストックス欧州600指数の構成銘柄                                                                                    | www.clariant.com/de/Corporate（ドイツ語）     |
| オーストリア   | ボレアリス                           |            |                                                                          | オーストリア・ウィーン           |                                  | ポリエチレンとポリプロピレンの製造・供給で世界的大手 世界100カ国以上で展開している | www.borealisgroup.com（英語）                 |
| ノルウェー     | ヤラ・インターナショナル             |            |                                                                          | ノルウェー・オスロ               | OSE                              | 世界最大の窒素肥料メーカーで50カ国以上に拠点を有する OBX指数およびストックス欧州600指数の構成銘柄                                                                                         | www.yara.com（英語）                          |
| 日本           | 三菱ケミカル                         |            | 三菱ケミカルホールディングスおよび三菱ケミカルの本社が入居するパレスビル | 日本・東京都                     | TSE                              | 日本最大の総合化学メーカーで三菱グループの一角 日経平均株価およびTOPIX Large70の構成銘柄                                                                                                  | www.mitsubishichem-hd.co.jp（日本語）         |
| 日本           | 住友化学                             |            |                                                                          | 日本・大阪市                     | TSE                              | 日本第2位の総合化学メーカーで住友グループの中核企業の一つ 日経平均株価の構成銘柄 | www.sumitomo-chem.co.jp（日本語）             |
| 日本           | 三井化学                             |            |                                                                          | 日本・東京都                     | TSE                              | 日本第3位の総合化学メーカーで三井グループの中核企業の一つ、ポリエチレンテレフタラートなどの供給で世界シェア1位 日経平均株価の構成銘柄                                                     | jp.mitsuichemicals.com/jp/index.htm（日本語） |
| 日本           | 信越化学                             |            |                                                                          | 日本・東京都                     | TSE                              | 日本の総合化学メーカーとしては営業利益最大、塩化ビニル樹脂やシリコンウェハーなどで世界トップシェア 日経平均株価の構成銘柄                                                                 | www.shinetsu.co.jp/jp/（日本語）              |
| 日本           | 旭化成                               |            |                                                                          | 日本・東京都                     | TSE                              | 化学、繊維、住宅、建材、エレクトロニクス、医薬品、医療など多様な事業を展開する大手総合化学メーカー 日経平均株価およびTOPIX Large70の構成銘柄                                              | www.asahi-kasei.com/jp/（日本語）             |
| 日本           | 日産化学                             |            |                                                                          | 日本・東京都                     | TSE                              | 環境化学品や農薬などを製造・流通・販売する大手総合化学メーカー 日経平均株価の構成銘柄 | www.nissanchem.co.jp（日本語）                |
| 日本           | UBE                                  |            |                                                                          | 日本・東京都                     | TSE                              | 大手総合化学メーカーだが、セメントやコンクリートなどの製造、エネルギー・医療も手掛ける 日経平均株価の構成銘柄                                                                             | www.ube.co.jp/ube/jp/index.html（日本語）     |
| 日本           | 日本酸素                             |            |                                                                          | 日本・東京都                     | TSE                              | エア・リキードやリンデなどに次ぐ世界的な産業ガス製造企業 産業ガス製造の大陽日酸や魔法瓶製造のサーモスなどを子会社ブランドとして有する                                                     | www.nipponsanso-hd.co.jp（日本語）            |
| 韓国           | LG化学                               |            |                                                                          | 韓国・ソウル                     | KRX                              | LGグループに属する韓国最大・世界でも主要な大手総合化学メーカー 韓国総合株価指数の主要な構成銘柄                                                                                           | www.lgchem.com/main/index（朝鮮語）           |
| 韓国           | ロッテケミカル                       |            |                                                                          | 韓国・ソウル                     | KRX                              | ロッテグループに属する韓国有数の大手総合化学メーカー 各種ポリエチレンなど化学製品を製造する                                                                                               | www.lottechem.com（朝鮮語）                   |
| 台湾           | 台湾プラスチック                     |            |                                                                          | 台湾・台北市                     | TWSE                             | 台湾最大の企業の一つで、合成樹脂や化学物質の製造など化学産業のほかエレクトロニクス、バイオテクノロジー、医療、製鉄、教育、運輸などにも跨るコングロマリットでもある Taiwan TOP50の構成銘柄 | www.fpg.com.tw/tw（中国語）                   |
| インド         | リライアンス・インダストリーズ       |            |                                                                          | インド・ムンバイ                 | BSE・NYSE・LSE                   | 石油化学を中心に小売、インフラ、バイオテクノロジー、電気通信なども手掛けるインド最大のコングロマリット S&P BSE SENSEXの主要な構成銘柄                                                     | www.ril.com（英語）                           |
| サウジアラビア | SABIC                                |            |                                                                          | サウジアラビア・リヤド           | サウジ証券取引所                 | 石油化学製品を中心に製造する世界4位の総合化学メーカー サウジアラビア最大の公開会社で日本や欧州を含む各国に進出する                                                                        | www.sabic.com/ar（アラビア語）                |
| イスラエル     | ICLグループ                          |            |                                                                          | イスラエル・テルアビブ           | TASE・NYSE                       | 臭素生産・販売で世界シェア3分の1を占めるイスラエル最大の総合化学メーカー テルアビブ35種指数の構成銘柄                                                                                     | he.icl-group.com（英語）                      |

アメリカ合衆国
- コダック

イギリス
- ダンロップ
- BOC

日本
- 富士フイルム
- 東レ
- 積水化学
- 日亜化学
- 三菱ガス化学
- 太平洋セメント
- 住友大阪セメント
- エア・ウォーター
- カネカ

### ガラス・土石製品の製造
| 国家           | 企業                         | ロゴマーク | 本社 | 本社所在地                           | 上場                                | 備考 | ウェブサイト                             |
| -------------- | ---------------------------- | ---------- | ---- | ------------------------------------ | ----------------------------------- | --- | ---------------------------------------- |
| アメリカ合衆国 | コーニング                   |            |      | アメリカ合衆国・ニューヨーク         | NYSE                                | 1851年ホートン家によって設立され、エジソンの白熱灯のガラス球を製造して歴史に名を残した 。ガラス製品製造の世界的大手で、スマートフォンに採用されているゴリラガラスなどが主要な製品として知られる。S&P 500の構成銘柄。                                                        | www.corning.com（英語）                  |
| アメリカ合衆国 | PPGインダストリーズ          |            |      | アメリカ合衆国・ピッツバーグ         | NYSE                                | 1883年に板ガラス製造企業として創業。現在では世界最大の塗料製造・コーティング企業であり、世界75カ国以上で事業を展開している。S&P 500の構成銘柄。 | www.ppg.com（英語）                      |
| メキシコ       | セメックス                   |            |      | メキシコ・モンテレイ                 | BMV・NYSE・BVC・PSE                 | 1906年に創業した持株会社体制のセメント製造企業。2020年のセメント生産量は約8700万トンで世界第5位となっておりいわゆるセメントメジャーの一角を占め、骨材でもグローバルサプライヤーとされる。ボルサ指数の構成銘柄。                                                             | www.cemex.com/es/home（スペイン語）      |
| コロンビア     | グルポ・アルゴス             |            |      | コロンビア・メデジン                 | BVC                                 | 1934年に設立され、現在はラテンアメリカ有数のコングロマリットである。事業の主軸はセメントス・アルゴスが担うセメントであり、アメリカでは第2位の生産量と第5位のシェアを誇っている。時価総額ではコロンビア企業上位20社に入る。COLCAPの構成銘柄。                                | www.grupoargos.com（スペイン語）         |
| フランス       | サンゴバン                   |            |      | フランス・パリ                       | ユーロネクスト・パリ                | 1665年に設立された25の王立工房のうちの1つを起源とする。ガラス、石膏、アスファルト、木材などを取り扱う総合建材企業の代表例で、特に石膏分野では2021年は世界第3位の生産量、ガラス分野では2019年世界第1位の収益を誇る。CAC 40およびストックス欧州600指数の構成銘柄。            | www.saint-gobain.com/fr（フランス語）    |
| ドイツ         | ハイデルベルク・マテリアルズ |            |      | ドイツ・ハイデルベルク               | FWB                                 | 1874年創業のセメント企業。1970年代以降は買収攻勢によって海外に事業を拡大し世界第4位のセメントメジャーに成長した。近年では、2007年のイギリス骨材大手ハンソン、2015年にはイタリア同業大手のイタルチェメンティを買収した。DAXおよびストックス欧州600指数の構成銘柄。           | www.heidelbergmaterials.com/en（英語）   |
| イタリア       | イタルチェメンティ           |            |      | イタリア・ベルガモ                   |                                     | 1864年に創業したセメント企業。2020年の生産量は約7600万トンに上り世界第6位のいわゆるセメントメジャーである。2015年にはドイツ同業のハイデルベルグセメントの傘下に入った。それ以前は、イタリア有数の大企業としてFTSE MIB指数およびストックス欧州600指数の構成銘柄だった。      | www.italcementi.it/it（イタリア語）      |
| イタリア       | ブッツィ･ウニチェム          |            |      | イタリア・カザーレ・モンフェッラート | BIT                                 | 1907年にブッツィ家が創業し、現在では買収によって欧州、アメリカ、メキシコ、ブラジル、アルジェリアで事業を展開するセメント企業。近年では2014年に仏セメント大手のラファージュからロシア事業を買収しロシア市場に進出した。2021年までFTSE MIB指数の構成銘柄だった。              | www.buzziunicem.it（イタリア語）         |
| イタリア       | セメンティア・ホールディング |            |      | イタリア・ローマ                     | BIT                                 | 1947年に設立されたイタリア第3位のセメント企業。5大陸18か国で事業を展開しており、セメントの生産拠点はベルギー、デンマーク、トルコに置く。FTSE MID指数の構成銘柄。 | www.cementirholding.com/it（イタリア語） |
| スイス         | ホルシム                     |            |      | スイス・ラッパースヴィール＝ヨナ     | SIX・ユーロネクスト・パリ           | 2015年に旧ホルシムと仏セメント大手のラファージュが経営統合して誕生した。ホルシムの起源は1912年、ラファージュの起源は1833年に遡る。2020年のセメント生産量は約2億8600万トンで世界最大の生産量を誇り、セメントメジャーの筆頭である。SMIおよびストックス欧州600指数の構成銘柄。 | www.holcim.com（英語）                   |
| アイルランド   | CRH                          |            |      | アイルランド・ダブリン               | ユーロネクスト・ダブリン・LSE・NYSE | 1970年にアイルランドセメント株式会社とロードストーン株式会社が合併して誕生。ガラスやアスファルト、セメントなどを製造する総合建材メーカーで29カ国に進出し、売上高はアイルランド最大の企業である。ISEQ 20、FTSE100およびストックス欧州600指数の構成銘柄。                     | www.crh.com（英語）                      |
| 日本           | AGC                          |            |      | 日本・東京都                         | TSE                                 | 1907年に岩崎俊弥が創業したガラス製造会社。旧社名は旭硝子。2010年代に入ると製薬会社を買収して製薬産業にも事業を拡大しているが、なおも主力はガラス製造であり2019年の収益は149億ドルで日本第1位かつ世界第4位。日経平均株価の構成銘柄。                                         | www.agc.com（日本語）                    |
| 日本           | 日本板硝子                   |            |      | 日本・大阪市                         | TSE                                 | 1918年に創業し、現在では建築用ガラスや自動車用ガラスを主力事業として生産する。2006年には売上高が2倍近くあった英ガラス製造大手ピルキントンを買収・子会社化したことで話題となった。2019年の収益は57億ドルで世界第6位となっている。日経平均株価の構成銘柄。                    | www.nsg.co.jp（日本語）                  |
| 日本           | 日本電気硝子                 |            |      | 日本・大津市                         | TSE                                 | 1949年に日本電気が真空管などガラス部品の製造を分社化して設立した。薄型テレビなどに使用されるディスプレイ用ガラスの生産では米コーニング、日AGCと並んで世界シェアを寡占状態にある。日経平均株価の構成銘柄。                                                                   | www.neg.co.jp（日本語）                  |
| 台湾           | 台湾セメント                 |            |      | 台湾・台北市                         | TWSE                                | 日本統治時代の工場を引き継ぐ形で1946年に設立され、1954年に民営化、1962年に台湾初の上場企業の一つとなったセメント企業。アジア有数のセメントメーカーであり、時価総額では世界上位十社に入る。Taiwan TOP50の構成銘柄。                                                          | www.taiwancement.com/tw/（中国語）       |
| タイ           | サイアム・セメント・グループ |            |      | タイ・バンコク                       | SET                                 | 1913年にラーマ6世によって設立された王室系セメント企業。時価総額はセメント企業としては上位5位に入り、セメントメジャーに迫る。事業はセメントのほか、建材や化学や包装にもおよびコングロマリットの性質を帯びる。SET50の構成銘柄。                                               | www.scg.com/landing/index.html（タイ語） |
| ナイジェリア   | ダンゴート・グループ         |            |      | ナイジェリア・ラゴス                 | NSE                                 | 1981年にアリコ・ダンゴートによって設立された西アフリカ最大のコングロマリット。グループの中核を担うのは10カ国でセメント事業を展開するダンゴート・セメントで、これが時価総額の面でナイジェリア最大の企業であり、またNSE30の構成銘柄となっている。                             | www.dangote.com（英語）                  |

### 医薬品・バイオ製品の製造
アメリカ合衆国
- ファイザー
- メルク・アンド・カンパニー
- ジョンソン・エンド・ジョンソン
- アボット・ラボラトリーズ
- イーライリリー
- ブリストル・マイヤーズ スクイブ
- アムジェン
- ギリアド・サイエンシズ
- バクスター
- マイラン
- バイオジェン・アイデック
- セルジーン
- アクタビス（旧ワトソン製薬、現テバ製薬）
- ボシュロム

イギリス
- グラクソ・スミスクライン
- アストラゼネカ

オーストラリア
- CSLベーリング

フランス
- セルビエ
- サノフィ

ドイツ
- ベーリンガー・インゲルハイム
- バイエル
- 独メルク

スイス
- ロシュ
- ノバルティス

デンマーク
- ノボノルディスク

ベルギー
- UCB

イスラエル
- テバ製薬工業

日本
- 武田薬品工業
- アステラス製薬
- 第一三共
- 大塚ホールディングス
- エーザイ
- 田辺三菱製薬
- 中外製薬
- 大日本住友製薬
- 大正製薬ホールディングス

### 健康・生活用品の製造
アメリカ合衆国
- P&G
- コルゲート 
  - ヒルズ・ペット・ニュートリション
- ガシー・レンカー
- アムウェイ
- AVON（エイボン）

イギリス
- ユニリーバ
- レキットベンキーザー

フランス
- ロレアル

ドイツ
- バイヤスドルフ
- ヘンケル

日本
- 花王
- 資生堂
- カネボウ化粧品
- コーセー
- マンダム
- ポーラ
- ユニ・チャーム
- ライオン
- TOTO
- LIXILグループ（旧・トステムINAXグループ→住生活グループ）

### 食品・飲料の製造
アメリカ合衆国
- ペプシコ
- コカ・コーラ
- ケロッグ
- アルトリア （フィリップモリスなど） 
  - クラフトフーヅ/モンデリーズ  ※前者からスピンオフ

イギリス
- クエーカー
- ディアジオ
- ブリティッシュ・アメリカン・タバコ
- インペリアル・ブランズ

フランス
- ダノン
- ペルノ・リカール

イタリア
- パルマラット

オランダ
- ハイネケン

ベルギー
- アンハイザー・ブッシュ・インベブ

スイス
- ネスレ
- リンツ&シュプルングリー
- バリーカレボー

デンマーク
- カールスバーグ

日本
- JT
- キリンビール
- アサヒビール
- サッポロビール
- サントリー
- 大塚ホールディングス
- 味の素
- キッコーマン
- 明治
- 江崎グリコ
- 森永製菓

タイ
- ビア・シン

その他
- ロッテ

### スポーツ用品の製造
アメリカ合衆国
- ナイキ
- ニューバランス
- キャロウェイ

イギリス
- リーボック
- SPEEDO

フランス
- ロシニョール
- ルコック

イタリア
- Kappa

ドイツ
- アディダス
- プーマ
- アリーナ

フィンランド
- アメアスポーツ

日本
- ミズノ
- アシックス
- ヨネックス
- タマス
- 日本卓球
- VICTAS
- デサント

### アパレルの製造
アメリカ合衆国
- ラルフ・ローレン
- コーチ

イギリス
- バーバリー
- ネクスト

フランス
- LVMH
- クリスチャン・ディオール
- エルメス
- シャネル

イタリア
- プラダ
- ベネトン
- サルヴァトーレ・フェラガモ

日本
- レナウン
- ワールド
- ワコール
- ユニクロ

### エネルギー資源の開発生産
アメリカ合衆国
- エクソンモービル
- シェブロン
- コノコフィリップス
- シュルンベルジェ
- オクシデンタル・ペトロリウム
- ハリバートン
- マラソンオイル
- マーフィーオイル
- パレオエナジー
- サノコ
- テソロ
- ヘス

メキシコ
- ペメックス

ブラジル
- ペトロブラス

ベネズエラ
- ベネズエラ国営石油会社

イギリス
- シェル
- BP

フランス
- トタルエナジーズ

イタリア
- ENI

スペイン
- レプソル

ノルウェー
- エクイノール

ロシア
- ガスプロム

日本
- 昭和シェル石油
- ENEOSホールディングス
- INPEX（国際石油開発帝石）
- AOCホールディングス
- JAPEX（石油資源開発）
- コスモ石油
- 出光興産

中国
- 中国石油天然気集団
- 中国石油化工集団
- 中国中化集団

マレーシア
- ペトロナス

サウジアラビア
- サウジアラムコ

### 製紙・パルプ製造
| 国家             | 企業                         | ロゴマーク | 本社 | 本社所在地                               | 上場                                               | 備考 | ウェブサイト                                |
| ---------------- | ---------------------------- | ---------- | ---- | ---------------------------------------- | -------------------------------------------------- | --- | ------------------------------------------- |
| アメリカ合衆国   | インターナショナル・ペーパー |            |      | アメリカ合衆国・メンフィス               | NYSE                                               | 1898年、アメリカ北東部の18の製紙・パルプ工場が合併して設立した。2020年の紙・パルプ生産量は2331万トン、売り上げは205億ドルを超える世界最大の製紙企業。S&P 500の構成銘柄。 | www.internationalpaper.com（英語）          |
| アメリカ合衆国   | ウェストロック               |            |      | アメリカ合衆国・サンディスプリングス     | NYSE                                               | ミードウェストベーコとロックテンが2015年に合併して誕生し、生産量や売り上げでアメリカ第二位の製紙会社に浮上した。S&P 500の構成銘柄。 | www.westrock.com（英語）                    |
| アメリカ合衆国   | キンバリークラーク           |            |      | アメリカ合衆国・ニーナ(ウィスコンシン州) | NYSE                                               | アメリカの大手衛生用紙メーカーで1872年に設立し175か国以上で事業を展開する。「使い捨てハンカチ」としてティッシュペーパーの先駆けとなったクリネックスや、ウエス(産業用紙ワイパー)のキムワイプ、おむつのハギーズなどの製品が知られる。S&P 500の構成銘柄。                                                                 | www.kimberly-clark.com/en-us/（英語）       |
| ブラジル         | スザーノ                     |            |      | ブラジル・サルヴァドール                 | B3・NYSE                                           | 1924年、ウクライナ人移民のレオン・フェファーによって設立された。2018年にはライバル企業であったフィブリアと合併し、世界最大のパルプ製造企業となった。ボベスパ指数の構成銘柄。 | www.suzano.com.br（ポルトガル語）           |
| チリ             | CMPC                         |            |      | チリ・サンティアゴ                       | SSE                                                | 1920年に設立された製紙会社で、ラテンアメリカ全域で事業を展開する。時価総額の面では製紙会社で世界上位十社に入り、ラテンアメリカではブラジルのスザーノに次ぐ第2位。事業は製紙・パルプ製造のほか、包装や森林管理など多岐にわたる。IPSA指数の構成銘柄。                                                                    | www.cmpc.com（スペイン語）                  |
| イギリス         | モンディ                     |            |      | イギリス・サリー                         | LSE・JSE                                           | 1967年に南アフリカ共和国で設立され、現在ではイギリスに拠点を置く。製紙業や包装事業を手掛け、特にクラフト紙製造で世界最大手、プリント用紙や段ボールの製造で世界有数の企業として知られる。FTSE100、STOXX600の構成銘柄。                                                                                                  | www.mondigroup.com/en/home/（英語）         |
| ポルトガル       | ナビゲーター・カンパニー     |            |      | ポルトガル・セトゥーバル                 | ユーロネクスト・リスボン                           | 旧社名はポルトセル・ソポーセル・グループで、事業多角化や国際進出のため2016年に社名変更。1950年代に設立された製紙工場に起源を持ち、上質紙の世界的メーカーとして知られる。PSI-20の構成銘柄。 | www.thenavigatorcompany.com（ポルトガル語） |
| スウェーデン     | スベンスカ・セルローサ       |            |      | スウェーデン・スンツヴァル               | ナスダック・ストックホルム                         | 紙・パルプの製造を主力とする世界的な林産企業であり、欧州最大の民間森林所有者として知られる。2017年にパーソナルケア用品部門がエシティとして独立した。OMXS30、STOXX600の構成銘柄。 | www.sca.com/sv/（スウェーデン語）           |
| フィンランド     | ストラ・エンソ               |            |      | フィンランド・ヘルシンキ                 | ナスダック・ヘルシンキ、ナスダック・ストックホルム | スウェーデンのストラ社とフィンランドのエンソ社が合併して1998年に誕生した林産企業で、ルーツは1288年まで遡る。2020年の紙生産量は918万トンで5位に位置する。OMXH25、STOXX600の構成銘柄。 | www.storaenso.com/fi-fi/（フィンランド語）  |
| フィンランド     | UPMキュメンネ                |            |      | フィンランド・ヘルシンキ                 | ナスダック・ヘルシンキ                             | 1870年代初頭にルーツを持ち、レポラ社とキュメンネ社の合併で現在の体制となった。2020年の紙生産量は977万トンで世界4位かつ欧州最大の製紙会社。また時価総額では生産量首位のインターナショナル・ペーパーを上回り世界第1位。OMXH25、STOXX600の構成銘柄。                                                                      | www.upm.com/fi/（フィンランド語）           |
| フィンランド     | バルメット                   |            |      | フィンランド・エスポー                   | ナスダック・ヘルシンキ                             | ルーツは1750年代まで遡るが、2013年にメッツォから製紙・パルプ・エネルギー関係事業が分社化して設立された。全世界に100以上の拠点と35の生産拠点と16の研究施設を保有する。OMXH25、STOXX600の構成銘柄。 | www.valmet.com/fi/（フィンランド語）        |
| フィンランド     | メッツァ・グループ           |            |      | フィンランド・ヘルシンキ                 |                                                    | 28の国で事業を展開する森林産業グループ。直接の上場はしていないが、製紙・包装を担う傘下のメッツァ・ボードがナスダック・ヘルシンキに上場しOMXH25の構成銘柄となっている。このほか、パーソナルケア商品を担うメッツァ・ティッシュ、パルプ製造を担うメッツァ・ファイバー、森林管理を行うメッツァ・フォレストなどが中核事業。 | www.metsagroup.com/fi/（フィンランド語）    |
| オーストリア     | マイヤー・メルンホフ         |            |      | オーストリア・ウィーン                   | WBAG                                               | 1950年に設立され、買収を通じて欧州やアフリカ、中東、ベトナムへと事業を拡大した。段ボールやクラフト紙の製造を行うボード・アンド・ペーパー部門、包装事業を行うパッケージング部門に分かれ、いずれも世界的大手。ATXの構成銘柄。                                                                                            | www.mm.group（ドイツ語）                    |
| 日本             | 王子ホールディングス         |            |      | 日本・東京都                             | TSE                                                | 1873年に渋沢栄一が設立した「抄紙会社」をルーツとする。事業部門を担当する王子製紙などとともに王子グループを形成し、売上や生産量で日本の製紙業最大手。2020年の生産量は911万トンで世界第6位となっている。日経平均株価の構成銘柄。                                                                                         | www.ojiholdings.co.jp（日本語）             |
| 日本             | 日本製紙                     |            |      | 日本・東京都                             | TSE                                                | 1949年に過度経済力集中排除法で旧王子製紙を三つに分割したうちの一社・十條製紙を起源とする。日本では王子ホールディングスに次ぐ大手で、生産量で見て世界第10位の製紙会社である。日経平均株価の構成銘柄。 | www.nipponpapergroup.com/sp/（日本語）      |
| 南アフリカ共和国 | サッピ                       |            |      | 南アフリカ共和国・ヨハネスブルグ         | JSE                                                | 1936年に設立された、アフリカ最大の製紙会社。2020年に紙・パルプ製造量は730万トンで世界第7位となっている。主力事業は溶解パルプで市場におけるシェアは20％弱。何らかの株価指数の構成銘柄ではないが、時価総額面で南アフリカの企業トップ50に入る。                                                                           | www.sappi.com（英語）                       |

### その他製造
アメリカ合衆国
- マテル
- ハズブロ
- ボシュロム

デンマーク
- レゴ

日本
- タカラトミー
- ヤマハ
- アーク
- シャルマン

### 商社
アメリカ合衆国
- カーギル（穀物メジャーの一つ）

香港
- ジャーディン・マセソン

日本
- 三菱商事
- 三井物産
- 住友商事
- 伊藤忠商事
- 丸紅

- 豊田通商
- 双日
- ITX
- 兼松
- 長瀬産業

### 小売
アメリカ合衆国
- ウォルマート
- コストコ
- GAP
- フード・ライオン

イギリス
- テスコ

フランス
- カルフール 
  - チャンピオン

ドイツ
- メトロ

スペイン
- インディテックス

スウェーデン
- H&M
- イケア

日本
- 三越伊勢丹ホールディングス
- セブン&アイ
- イオン
- ローソン
- ファミリーマート
- ファーストリテイリング

その他
- DFSグループ
- Big C

### 外食
| 国家           | 企業                           | ロゴマーク | 本社 | 本社所在地                             | 上場   | 備考 | ウェブサイト                                       |
| -------------- | ------------------------------ | ---------- | ---- | -------------------------------------- | ------ | --- | -------------------------------------------------- |
| アメリカ合衆国 | マクドナルド                   |            |      | アメリカ合衆国・シカゴ                 | NYSE   | ハンバーガーを主力とする総店舗数38,000超、進出国100を超える世界最大級のファストフードチェーン S&P 100、ダウ工業株30種平均の構成銘柄                                     | www.mcdonalds.com/us/en-us.html（英語）            |
| アメリカ合衆国 | ヤム・ブランズ                 |            |      | アメリカ合衆国・ルイビル               | NYSE   | ファストフードチェーンブランドを経営する多国籍企業 KFC、ピザハット、タコベル、ヤムチャイナなど多国籍チェーンを傘下に収める                                              | www.yum.com/wps/portal/yumbrands/Yumbrands（英語） |
| アメリカ合衆国 | ケンタッキー・フライドチキン   |            |      | アメリカ合衆国・ルイビル               |        | フライドチキンを主力とする総店舗数22,000超、進出国150を超える世界最大級のファストフードチェーン ヤム・ブランズの傘下                                                    | global.kfc.com（英語）                             |
| アメリカ合衆国 | スターバックス                 |            |      | アメリカ合衆国・シアトル               | NASDAQ | 世界83カ国に32,660店舗を展開するコーヒーチェーン S&P 100の構成銘柄 | www.starbucks.com（英語）                          |
| アメリカ合衆国 | サブウェイ                     |            |      | アメリカ合衆国・ミルフォード           | NASDAQ | 世界的なサンドイッチチェーン 店舗数は飲食チェーンで世界最多(3万8千店超)                                                                                                 | www.subway.co.jp/index.html（日本語）              |
| アメリカ合衆国 | ドミノピザ                     |            |      | アメリカ合衆国・アナーバー             | NYSE   | 世界80カ国以上に15,000店舗を展開するピザチェーン S&P 500の構成銘柄 | www.dominos.com/index.intl.html（英語）            |
| アメリカ合衆国 | ピザハット                     |            |      | アメリカ合衆国・プレイノ               |        | 世界90カ国以上に13,000店舗超を展開する世界最大級のピザチェーン ヤム・ブランズの傘下                                                                                     | www.pizzahut.jp（英語）                            |
| アメリカ合衆国 | デニーズ                       |            |      | アメリカ合衆国・スパータンバーグ       | NASDAQ | 全米最大規模のファミリーレストランチェーン 日本のデニーズとの契約関係は解消されている                                                                                   | www.dennys.com（英語）                             |
| アメリカ合衆国 | クリスピー・クリーム・ドーナツ |            |      | アメリカ合衆国・ウィンストン・セーラム | NYSE   | 世界最大規模のドーナツチェーン アメリカ合衆国および東アジア、東南アジア、中東などで事業展開                                                                             | www.krispykreme.com（英語）                        |
| アメリカ合衆国 | バスキン・ロビンス             |            |      | アメリカ合衆国・カントン               |        | 世界最大規模のアイスクリームチェーン アメリカ合衆国を始め東アジア、中東、ヨーロッパなどで事業展開                                                                       | www.baskinrobbins.com/en（英語）                   |
| アメリカ合衆国 | バーガーキング                 |            |      | アメリカ合衆国・マイアミ               |        | 世界100カ国超に約17,000店舗に展開する ハンバーガーチェーンとしてはマクドナルドに次いで世界第二位の大手                                                                  | www.bk.com（英語）                                 |
| アメリカ合衆国 | ウェンディーズ                 |            |      | アメリカ合衆国・ダブリン               | NASDAQ | 世界25カ国に展開するハンバーガーチェーン アメリカ合衆国を始め日本、インドなどで事業展開                                                                                 | www.wendys.com（英語）                             |
| アメリカ合衆国 | ダンキンドーナツ               |            |      | アメリカ合衆国・カントン               |        | 世界29カ国で展開する世界最大のドーナツチェーン ミスタードーナツなどのブランドを創業した                                                                                 | www.dunkindonuts.com/en（英語）                    |
| アメリカ合衆国 | タコベル                       |            |      | アメリカ合衆国・アーバイン             |        | 世界20カ国で展開しタコス、ナチョスなどを提供する大手メキシコ料理チェーン ヤム・ブランズの傘下                                                                           | tacobell.co.jp（英語）                             |
| アメリカ合衆国 | デイリークイーン               |            |      | アメリカ合衆国・イーダイナ             |        | 30カ国弱で展開する大手アイスクリームチェーン バークシャー・ハサウェイの子会社                                                                                           | www.dairyqueen.com/en-us/（英語）                  |
| 日本           | 吉野家                         |            |      | 日本・東京都                           | TSE    | アメリカ、中国、台湾、マレーシアなどで展開する大手牛丼チェーン 同じく世界的に展開するうどんチェーン・はなまるうどん等も経営する                                         | www.yoshinoya.com（日本語）                        |
| 日本           | ゼンショー                     |            |      | 日本・東京都                           | TSE    | 日本の外食産業で売上トップ 牛丼チェーンのすき家、ハンバーグチェーンのココス、パスタチェーンのジョリーパスタ、丼物チェーンのなか卯、寿司チェーンのはま寿司などを展開する | www.zensho.co.jp/jp/（日本語）                     |
| 日本           | すかいらーく                   |            |      | 日本・武蔵野市                         | TSE    | 日本の大手外食産業企業 代表的なガストのほか、ジョナサンやバーミヤンなどのファミリーレストランチェーンを運営                                                             | www.skylark.co.jp（日本語）                        |
| 日本           | ロッテリア                     |            |      | 日本・東京都                           |        | 日本発祥のハンバーガーチェーン ロッテグループの傘下に入っており、韓国企業とされることもある。 2023年2月ゼンショーホールディングスが買収することを発表した。             | www.lotteria.jp（日本語）                          |
| 日本           | トリドール                     |            |      | 日本・東京都                           | TSE    | 外食チェーンを複数運営する持株会社 丸亀製麺などが代表的 | www.toridoll.com（日本語）                         |
| 日本           | くら寿司                       |            |      | 日本・大阪市                           | TSE    | 寿司大手チェーン 台湾やアメリカで子会社を設立し事業展開 | www.kurasushi.co.jp（日本語）                      |

アメリカ合衆国
- シェーキーズ
- ダーデンレストランズ

日本
- モンテローザ
- ゴーゴーカレー

### ホテル・リゾート
| 国家             | 企業                                   | ロゴマーク | 本社 | 本社所在地                               | 上場                 | 備考 | ウェブサイト                         |
| ---------------- | -------------------------------------- | ---------- | ---- | ---------------------------------------- | -------------------- | --- | ------------------------------------ |
| アメリカ合衆国   | ヒルトン・ワールドワイド               |            |      | アメリカ合衆国・タイソンズ(バージニア州) | NYSE                 | 1919年にコンラッド・ヒルトンによって創業し、国際的ホテルブランドヒルトンを経営する。2021年末時点で、118か国に6200軒以上のホテルを擁する。S&P 500の構成銘柄。 | www.hilton.com/en/corporate/（英語） |
| アメリカ合衆国   | ハイアットホテルアンドリゾーツ         |            |      | アメリカ合衆国・シカゴ                   | NYSE・FWB            | 1957年にユダヤ系大資産家プリツカー家がロサンゼルスにモーテルを購入したことによって創始された。パークハイアットやグランドハイアットなどのブランドを擁し、6大陸70カ国以上に1150を超えるホテルを経営する。                                                            | www.hyatt.com/ja-JP/home（日本語）   |
| アメリカ合衆国   | マリオット・インターナショナル         |            |      | アメリカ合衆国・ベセスダ                 | NASDAQ               | 1927年にJ・ウィラード・マリオットが居酒屋店として創業し、1950年代にホテル事業に参入した。マリオットやリッツ・カールトンといったブランドを手掛け、2016年にはスターウッド・ホテル&リゾートの買収を通じてシェラトンも傘下に収めた。                                   | www.marriott.com/default.mi（英語）  |
| アメリカ合衆国   | ラスベガス・サンズ                     |            |      | アメリカ合衆国・ラスベガス               | NYSE                 | 1989年に設立。統合型リゾート事業の世界的なリーダーとして、ラスベガスではベネチアン、マカオではザ・ベネチアン・マカオ、シンガポールではマリーナベイサンズなどを運営する。                                                                                           | www.sands.com（英語）                |
| イギリス         | インターコンチネンタルホテルズグループ |            |      | イギリス・ウィンザー                     | LSE・NYSE            | 1946年にパンアメリカン航空の傘下として設立。インターコンチネンタル、ホリデイ・イン、クラウンプラザなどを経営し、全世界に6000のホテルと91万以上の部屋を提供する。                                                                                                   | www.ihgplc.com/en/（英語）           |
| フランス         | アコーホテルズ                         |            |      | フランス・イシー＝レ＝ムリノー           | ユーロネクスト・パリ | ノボテルやソフィテル、イビスなどのブランドを有し、100カ国以上で5100軒のホテルを運営する。2015年にはFRHIホールディングスを買収し、シンガポールのラッフルズ・ホテルなどを傘下に収めた。                                                                              | group.accor.com/fr-FR（フランス語）  |
| スペイン         | NHホテルグループ                       |            |      | スペイン・マドリード                     | BMAD                 | 1978年に設立され、現在ではヨーロッパやラテンアメリカの28か国で350以上のホテルを運営する。2016年にはタイのマイナー・インターナショナルに2億ユーロ弱の株式を売却し傘下に入った。                                                                                     | www.nh-hotels.com（英語）            |
| 香港             | マンダリン・オリエンタルホテルグループ |            |      | 中国・香港                               | LSE・SGX・BSX・FWB   | 1963年、当時貿易商社だったジャーディン・マセソンの会長ヘンリー・ケズウィックが設立し、現在でも同社の傘下。現在では24の国と地域で36軒の東洋風ホテルを所有・運営する。                                                                                               | www.mandarinoriental.com/en/（英語） |
| アラブ首長国連邦 | ジュメイラ・グループ                   |            |      | UAE・ドバイ                              |                      | 1997年に設立され、のちにドバイ・ホールディングの傘下に入った国営の高級ホテルチェーン。本国ジュメイラ・ビーチ・ホテルやブルジュ・アル・アラブを始めとして、欧州や中国、モルディブなどでホテルを運営する。また中東初のホスピタリティに関する高等教育機関を開設した。 | www.jumeirah.com/ar（アラビア語）    |

フランス
- 地中海クラブ（クラブ・メッド）

### 建設・不動産
ゼネコンは日本特有の形態。セメントメジャーにホルシムやイタルチェメンティ。
日本
- 清水建設
- スパークス・グループ
- 大林組
- 鹿島
- 三井不動産
- 三菱地所
- 大成建設
- 日揮
- 竹中工務店
- 前田建設 
  - 東洋建設
- 大和ハウス工業

フランス
- ヴァンシ
- ブイグ
- エファージュ

スペイン
- ACS

### 教育
アメリカ合衆国
- カプラン

日本
- 日本公文教育研究会（KUMON）
- ベネッセコーポレーション

### 旅客輸送
アメリカ合衆国
- アメリカン航空
- ユナイテッド航空
- デルタ航空
- ノースウエスト航空

カナダ
- エアカナダ

メキシコ
- アエロメヒコ航空

イギリス
- ブリティッシュ・エアウェイズ
- ヴァージン・アトランティック航空

フランス
- エールフランス

イタリア
- アリタリア航空（アリタリア）

ドイツ
- ルフトハンザドイツ航空（ルフトハンザ）

オーストラリア
- カンタス航空

ニュージーランド
- ニュージーランド航空

スペイン
- イベリア航空

オランダ
- KLMオランダ航空

ロシア
- アエロフロート（旧国営）

フィンランド
- フィンエア（フィンランド航空）

スイス
- スイス インターナショナル エアラインズ

日本
- 日本航空
- 全日本空輸

韓国
- 大韓航空（コリアンエア）
- アシアナ航空

中国
- 中国国際航空

香港
- キャセイパシフィック航空

台湾
- 中華航空（チャイナエアライン）
- エバー航空

マレーシア
- マレーシア航空

シンガポール
- シンガポール航空

タイ
- タイ国際航空

フィリピン
- フィリピン航空

インドネシア
- ガルーダ・インドネシア航空

アラブ首長国連邦
- エミレーツ航空

トルコ
- ターキッシュ エアラインズ

エジプト
- エジプト航空

その他
- スカンジナビア航空
- エアアジア

### 貨物輸送
アメリカ合衆国
- アメリカンプレジデントラインズ
- フェデックス
- UPS

イギリス
- P&O（ペニシュラ&オリエンタル汽船）

フランス
- CMA CGM（Compagnie Maritime d'Affretement, Compagnie Generale Maritime）

ドイツ
- ドイツポスト（帝国郵便時代から多国籍）
- DHL
- ハパックロイド

スイス
- MSC

デンマーク
- A.P.モラー・マースク/マースク・シーランド
- DSV

日本
- 日本郵船
- 商船三井
- 川崎汽船
- 日本通運
- ヤマトホールディングス

韓国
- HMM - 現代商船

### 電気通信
| 国家             | 企業                             | ロゴマーク | 本社 | 本社所在地                       | 上場                                               | 備考 | ウェブサイト                                                     |
| ---------------- | -------------------------------- | ---------- | ---- | -------------------------------- | -------------------------------------------------- | --- | ---------------------------------------------------------------- |
| アメリカ合衆国   | ベライゾン・コミュニケーションズ |            |      | アメリカ合衆国・ニューヨーク     | NYSE                                               | 世界最大級のグローバルネットワーク・セキュリティ・クラウドプロバイダー ダウ平均株価の構成銘柄 | www.verizon.com（英語）                                          |
| アメリカ合衆国   | AT&T                             |            |      | アメリカ合衆国・ダラス           | NYSE                                               | 米国最大手の電話会社 またワーナーメディアを傘下に収め映画製作や報道・出版にも携わるコングロマリットとしての側面もある                                                                                                 | www.att.com（英語）                                              |
| アメリカ合衆国   | T-Mobile US                      |            |      | アメリカ合衆国・ベルビュー       | NASDAQ                                             | ドイツテレコムの傘下 2020年時点で1億人を超える加入者を誇り北米で事業展開 | www.t-mobile.com（英語）                                         |
| メキシコ         | アメリカ・モービル               |            |      | メキシコ・メキシコシティ         | BMV・NYSE                                          | ユーザー数世界第7位(約2億9千万人)を誇るラテンアメリカ最大の電気通信企業 メキシコ最大の企業の一つでボルサ指数の構成銘柄                                                                                                | www.americamovil.com/Spanish/overview/default.aspx（スペイン語） |
| イギリス         | ボーダフォン                     |            |      | イギリス・ニューベリー           | LSE・NASDAQ                                        | ユーザー3億を超えるアフリカ・ヨーロッパで優位の世界的通信企業 FTSE100種総合株価指数の構成銘柄 | www.vodafone.com（英語）                                         |
| イギリス         | BTグループ                       |            |      | イギリス・ロンドン               | LSE・NYSE                                          | イギリス最大手のインターネット・プロバイダー 日本を含む世界100か国以上で事業を展開 | www.globalservices.bt.com/en（英語）                             |
| フランス         | オランジュ                       |            |      | フランス・パリ                   | ユーロネクスト・パリ・NYSE・BIT                    | 欧州やアフリカ旧植民地諸国を中心に展開し、16万6000人の従業員と2億3200万人の利用者を抱える大手通信事業者 CAC 40の構成銘柄                                                                                              | www.orange.com/fr（フランス語）                                  |
| フランス         | イリアド                         |            |      | フランス・パリ                   | ユーロネクスト・パリ                               | フランスの大手電気通信事業者 イタリアやポーランドなどで通信ブランドを展開する | www.iliad.fr（フランス語）                                       |
| ドイツ           | ドイツテレコム                   |            |      | ドイツ・ボン                     | FWB・LSE                                           | 欧州や東アジア、北米、南米を中心に事業を展開 ドイツ株価指数の構成銘柄 | www.telekom.com/de（ドイツ語）                                   |
| イタリア         | テレコム・イタリア               |            |      | イタリア・ローマ                 | BIT                                                | イタリアにおける最大手、ブラジルやサンマリノにおける大手通信事業者で、また中南欧での主要なインターネットプロバイダ FTSE MIB指数の構成銘柄                                                                             | www.gruppotim.it/it.html（イタリア語）                           |
| スペイン         | テレフォニカ                     |            |      | スペイン・マドリード             | BMAD・LSE・NYSE                                    | スペインおよびスペイン語圏のラテンアメリカで最大手の通信事業者 IBEX 35およびストックス欧州600指数の構成銘柄 | www.telefonica.com/es/（スペイン語）                             |
| スペイン         | セルネックス・テレコム           |            |      | スペイン・バルセロナ             | BMAD                                               | 無線通信インフラおよび放送インフラを保有する電気通信事業者 IBEX 35の構成銘柄 | www.cellnextelecom.com（スペイン語）                             |
| オランダ         | KPN                              |            |      | オランダ・ロッテルダム           | ユーロネクスト・アムステルダム                     | オランダで最大手の通信事業者で欧州各国で事業を展開 AEX指数およびストックス欧州600指数の構成銘柄 | www.kpn.com（オランダ語）                                        |
| オランダ         | VEON                             |            |      | オランダ・アムステルダム         | NASDAQ・ユーロネクスト・アムステルダム             | 加入者数2億人超を誇る世界第13位の電気通信事業者 ロシアでビーライン (通信企業)、ウクライナでKyivstar、アルジェリアでDjezzy、バングラデシュでバングラリンクなどの通信ブランドを子会社として展開する                     | www.veon.com（英語）                                             |
| オランダ         | アルティス                       |            |      | オランダ・アムステルダム         | ユーロネクスト・アムステルダム                     | 起業者パトリック・ドライがフランス国籍を保有していたことからフランス企業とされることもある西ヨーロッパ全域およびイスラエルやドミニカ共和国で事業を展開する電気通信事業者 メディア・コングロマリットとしての側面もある | altice.net/altice-international（英語）                          |
| ベルギー         | プロキシマス                     |            |      | ベルギー・ブリュッセル           | ユーロネクスト・ブリュッセル                       | 5割のシェアを誇るベルギー最大手の通信事業者で、ベネルクス三国で事業を展開 BEL20およびストックス欧州600指数の構成銘柄                                                                                                  | www.proximus.be/en/id_personal/personal.html（英語）             |
| ルクセンブルク   | SES                              |            |      | ルクセンブルク・ベッツドルフ     | ルクセンブルク証券取引所・ユーロネクスト・パリ     | 人工衛星の保有・運用を行う企業で、通信衛星運用者としては売上第二位 LuxX指数およびストックス欧州600指数の構成銘柄 | www.ses.com（英語）                                              |
| スウェーデン     | エリクソン                       |            |      | スウェーデン・ストックホルム     | ナスダック・ストックホルム                         | 移動体通信地上固定設備の研究・製造・販売で世界最大手、かつスウェーデン国産戦闘機グリペンの電子機器を手がける OMXストックホルム30およびストックス欧州600指数の構成銘柄                                                 | www.ericsson.com/en（英語）                                      |
| スウェーデン     | テリア                           |            |      | スウェーデン・ソルナ             | ナスダック・ストックホルム、ナスダック・ヘルシンキ | 北欧4カ国およびバルト三国で事業を展開 OMXストックホルム30およびストックス欧州600指数の構成銘柄 | www.teliacompany.com/sv/（スウェーデン語）                       |
| ノルウェー       | テレノール                       |            |      | ノルウェー・フォーネブ           | OSE                                                | 北欧のほか、ハンガリーなど東欧、インドなど南アジア、タイ・マレーシアなど東南アジアに事業展開 OBX指数およびストックス欧州600指数の構成銘柄                                                                             | www.telenor.com（英語）                                          |
| フィンランド     | ノキア                           |            |      | フィンランド・エスポー           | ナスダック・ヘルシンキ・NYSE                       | 2011年までは世界最大の携帯電話製造メーカーで、現在では無線技術を中心とする通信インフラ設備の製造・開発で世界展開 OMXヘルシンキ25およびストックス欧州600指数の構成銘柄                                                 | www.nokia.com（英語）                                            |
| フィンランド     | エリサ                           |            |      | フィンランド・ヘルシンキ         | ナスダック・ヘルシンキ                             | フィンランドおよびエストニアで事業を展開 OMXヘルシンキ25およびストックス欧州600指数の構成銘柄 | elisa.com（英語）                                                |
| 中国             | 中国移動通信                     |            |      | 中国・北京市                     | SEHK・NYSE                                         | 契約者数が7億を超える世界最大の通信事業者 香港ハンセン株価指数の構成銘柄 | www.chinamobileltd.com/sc/global/home.php（中国語）              |
| 中国             | 中国電信                         |            |      | 中国・北京市                     | SEHK・NYSE                                         | 契約者数世界第4位(3億5千万人超)の有線通信事業者で、中国本土のほか欧州や東南アジアで事業を拡大している | www.chinatelecom-h.com/sc/global/home.php（中国語）              |
| 中国             | 中国聯合通信                     |            |      | 中国・北京市                     | SEHK・NYSE                                         | 契約者数世界第6位(3億人超)を誇る中国の大手通信事業者 香港ハンセン株価指数の構成銘柄 | www.chinaunicom.com（中国語）                                    |
| 日本             | NTT                              |            |      | 日本・東京都                     | TSE                                                | NTTドコモやNTTデータで8000万人超のユーザーを保有する日本最大、世界26位の通信事業者 日経平均株価およびTOPIX Core30、JPX日経インデックス400の構成銘柄                                                                   | group.ntt/jp/（日本語）                                          |
| 日本             | KDDI                             |            |      | 日本・東京都                     | TSE                                                | およそ6000万人超のユーザーを抱える通信事業者 日経平均株価およびTOPIX Core30、JPX日経インデックス400の構成銘柄 | www.kddi.com（日本語）                                           |
| 日本             | ソフトバンクグループ             |            |      | 日本・東京都                     | TSE                                                | 無線通信サービス（移動体通信事業者）および長距離、国際通信を提供する日本の大手電気通信事業者 インフラ事業なども手掛けるコングロマリットとしての側面があり、日経平均株価の構成銘柄                                     | group.softbank（日本語）                                         |
| シンガポール     | シンガポール・テレコム           |            |      | シンガポール                     | SGX                                                | 豪オプタスなどを完全子会社とするアジア有数の多国籍電気通信事業者 ストレーツ・タイムス指数の構成銘柄 | www.singtel.com（英語）                                          |
| マレーシア       | アシアタ                         |            |      | マレーシア・ハノイ               | MYX                                                | 東南アジアを中心にアジア9か国に展開する多国籍電気通信事業者 ユーザー数は1億5千万人超で世界第17位 | www.axiata.com（英語）                                           |
| ベトナム         | ベトテル                         |            |      | ベトナム・ハノイ                 |                                                    | 東南アジアやタンザニア・モザンビークなどアフリカ諸国に展開する多国籍電気通信事業者 ユーザー数は1億超で世界第22位 | viettel.com.vn/vi/（ベトナム語）                                 |
| インド           | バーティ・エアテル               |            |      | インド・ニューデリー             | BSE・NSE                                           | 主に南アジアとアフリカで事業展開する契約数世界第2位(約5億人弱)のインド大手電気通信事業者 S&P BSE SENSEXの構成銘柄 | www.airtel.com（英語）                                           |
| アラブ首長国連邦 | エティサラート                   |            |      | アラブ首長国連邦・アブダビ       | アブダビ証券取引所                                 | 中東、アフリカなどで事業展開する加入者数世界第18位(およそ1億5千万人)の世界的電気通信事業者 中東のインターネットハブで、また公衆電話事業なども展開                                                                     | www.etisalat.ae/ar/index.jsp（アラビア語）                       |
| カタール         | オレドー                         |            |      | カタール・ドーハ                 | QSE・ADX                                           | 中東やアルジェリア、チュニジア、インドネシアなどに展開 加入者1億人を超える中東ではエティサラートに次ぐ、世界では21位の多国籍電気通信事業者                                                                            | www.ooredoo.com/ar/（アラビア語）                                |
| 南アフリカ共和国 | MTNグループ                      |            |      | 南アフリカ共和国・ヨハネスブルグ | JSE                                                | 契約者数2億8千万人で世界第8位、アフリカでは最大の電気通信事業者 ナイジェリア、ガーナ、コートジボワールなどアフリカ18か国と中東に進出している                                                                          | www.mtn.com（英語）                                              |
| オーストラリア   | テルストラ                       |            |      | オーストラリア・メルボルン       | ASX                                                | オーストラリア最大の電気通信事業者 アジア太平洋でケーブル事業やデータセンター事業を展開する | www.telstra.com.au（英語）                                       |

### 新聞・放送・出版・情報メディア
アメリカ合衆国
- フォックス・コーポレーション
- ウォルト・ディズニー・カンパニー
- ブルームバーグ
- ワーナー・ブラザース・ディスカバリー
- トムソン・ロイター
- コムキャスト
- オムニコムグループ
- パラマウント・グローバル
- マッキャン・エリクソン
- WPPグループ

イギリス
- ヴァージングループ
- WPP

フランス
- フランス通信社（AFP）
- パブリシス（ピュブリシス）

ドイツ
- ベルテルスマン

日本
- 博報堂DYホールディングス
- avex group
- KADOKAWAグループ
- 日本放送協会
- フジ・メディア・ホールディングス
- ソニーピクチャーズ
- ウェザーニューズ

カタール
- アルジャジーラ

## 世界の諸国の企業の統計の出典
- Forbes
  - Forbes World's 2,000 Largest Public Companies
- Fortune
  - Fortune Global 500
- Yahoo Finance
  - Investing
- Yahoo Japan ファイナンス
  - 企業情報
  - 外国為替情報